# 新旧対照表方式
新旧対照表方式（しんきゅうたいしょうひょうほうしき）は、既存の法令の一部を改正する方式の一種で、「改正対照表方式」や「新旧方式」ともいう。
新旧対照表方式は、その施行により被改正法令に溶け込む点で、従来の改め文方式と共通する。この点で、新旧対照表方式もまた溶込方式（吸収方式）の一種と解されるが、衆議院法制局は、新旧対照表方式を溶込方式に含めない立場である。

## 新旧対照表方式の導入の状況
平成12年に鳥取県で最初に新旧対照表方式による条例・規則の改正が導入され、都道府県レベルでは、令和7年4月時点で16府県が新旧対照表方式を導入している。
| 府県     | 導入時期         | 方式の概要 （現 行） |
| -------- | ---------------- | -------------------- |
| 岩手県   | H17/12           | 備考型               |
| 秋田県   | H30/12 ※規則のみ | 本文型・改正する     |
| 栃木県   | H30/01           | 本文型・改正する     |
| 新潟県   | H17/10           | 注記型               |
| 福井県   | R02/04           | 本文型・改正する     |
| 静岡県   | H23/01           | 備考型               |
| 三重県   | H30/12           | 本文型・改正する     |
| 大阪府   | H22/07           | 本文型・改正する     |
| 和歌山県 | H30/02           | 本文型・改正する     |
| 鳥取県   | H12/07           | 本文型・改正する     |
| 広島県   | R01/07           | 本文型・改正する     |
| 香川県   | H19/01           | 本文型・改正する     |
| 愛媛県   | H18/08           | 本文型・改正する     |
| 佐賀県   | H25/01           | 本文型・である       |
| 長崎県   | H27/07           | 本文型・である       |
| 宮崎県   | H20/11           | 本文型・改正する     |

国レベルでは、平成14年から自民党のe-Japan重点計画特命委員会で新旧対照表方式の導入が検討された。
同委員会からの申入れを受けて、平成15年5月12日の文書課長等会議で内閣法制局から各府省に対し、新旧対照表方式についての検討依頼が行われ、その回答を受けて「改正対照表を用いた改正方式について（案）」（以下同文書を「方式書」といい、これによる新旧対照表の作成の方式を「方式書方式」という）が作成されたが、このときは、国レベルで採用されるには至らなかった。
その後、平成28年に入って、当時行革担当大臣兼国家公安委員会委員長であった河野太郎の主導で、国家公安委員会規則に、最初に方式書方式による新旧対照表方式の改正が導入された。これを受けて内閣官房行政改革推進本部事務局より各府省等法令窓口担当官宛「新旧対照表の方式による府省令等の改正について」（事務連絡）が発せられ、「法令改正の中には、改め文方式よりも新旧対照表方式で行うことにより、国民にとって改正内容が分かりやすくなるものがある」との考え方が示された。その後、国土交通省を皮切りに、現在、全ての省において新旧対照表方式が用いられている。

## 新旧対照表方式の種類
新旧対照表方式では、各府省庁等・自治体ごとにいくらかの異なる方式が見られる。

### 旧様式方式
従来から各府省庁等・自治体で用いられてきた新旧対照表をそのまま用いる方式である。

#### 本文等
本文等（本文、備考欄その他表前又は表後の記載をいう。以下同じ。）は、極めて多様である。
比較的用いられているものを例示すると、次のようである。
- 愛媛県方式（本文型・改正する）：

| 次の表の改正前の欄に掲げる規定を同表の改正後の欄に掲げる規定に、下線及び太線で示すように改正する。 |
- 佐賀県方式[9]（本文型・である）：

| 次の表に掲げる規定の改正部分は、下線の部分である。 |
- 農林水産省方式：

| 次の表により、改正前欄に掲げる規定の傍線を付した部分（以下「傍線部分」という。）でこれに対応する改正後欄に掲げる規定の傍線部分があるものは、これを当該傍線部分のように改め、改正後欄に掲げる規定の傍線部分でこれに対応する改正前欄に掲げる規定の傍線部分がないものは、これを加え、改正前欄に掲げる規定の傍線部分でこれに対応する改正後欄に掲げる規定の傍線部分がないものは、これを削る。 |
- 厚生労働省[10]方式（注記型）：

| ○○施行規則（令和○年厚生労働省令第○号）の一部を次の表のように改正する。〈改正文〉 （傍線部分は改正部分）〈注 記〉 |
- 岩手県方式（備考型）：

| 備考 改正部分は、下線の部分である。 |
- 旧鳥取県方式[11]：

| 次の表の改正前の欄中条、項、号及び号の細目の表示に下線が引かれた条、項、号及び号の細目（以下「移動条等」という。）に対応する同表の改正後の欄中条、項、号及び号の細目の表示に下線が引かれた条、項、号及び号の細目（以下「移動後条等」という。）が存在する場合には当該移動条等を当該移動後条等とし、移動条等に対応する移動後条等が存在しない場合には当該移動条等（以下「削除条等」という。）を削り、移動後条等に対応する移動条等が存在しない場合には当該移動後条等（以下「追加条等」という。）を加える。 次の表の改正前の欄中別表及び様式並びにこれらの細目の表示に下線が引かれた別表及び様式並びにこれらの細目（以下「移動別表等」という。）に対応する次の表の改正後の欄中別表及び様式並びに細目の表示に下線が引かれた別表及び様式並びにこれらの細目（以下「移動後別表等」という。）が存在する場合には当該移動別表等を当該移動後別表等とし、移動別表等に対応する移動後別表等が存在しない場合には当該移動別表等を削り、移動後別表等に対応する移動別表等が存在しない場合には当該移動後別表等を加える。 次の表の改正前の欄中下線が引かれた部分（条、項、号及び号の細目の表示、削除条等並びに別表及び様式並びにこれらの細目の表示を除く。以下「改正部分」という。）に対応する次の表の改正後の欄中下線が引かれた部分（条、項、号及び号の細目の表示、追加条等並びに別表及び様式並びにこれらの細目の表示を除く。以下「改正後部分」という。）が存在する場合には当該改正部分を当該改正後部分に改め、改正部分に対応する改正後部分が存在しない場合には当該改正部分を削り、改正後部分に対応する改正部分が存在しない場合には当該改正後部分を加える。 次の表の改正前の欄の表中太線で囲まれた部分（以下「改正表」という。）に対応する次の表の改正後の欄の表中太線で囲まれた部分（以下「改正後表」という。）が存在する場合には当該改正表を当該改正後表に改め、改正表に対応する改正後表が存在しない場合には当該改正表を削り、改正後表に対応する改正表が存在しない場合には当該改正後表を加える。 |

#### 表
基本的には、それぞれの省や自治体で従来から用いられてきた新旧対照表と同様であるが、自治体によっては、改め文を前提とした従来の新旧対照表から一部改良を行ったものを用いるところもある。
このため、それらを反映して次のようなバリエーションが考えられる。
例示はおおむねマニュアル等に依拠し、マニュアル等に記載のないものは実際の条例又は規則での用例があれば以下に示した。また、例示において「○○県」等とあるのは、当該自治体の条例又は規則においてかかる方式が用いられていることを表す。

##### 総論
(1) 改正部分の書体等の変更（主に基礎自治体で行われる）
1. 太字にする。　春日部市
2. 赤字にする。　我孫子市、八王子市

(2) 改正前欄・改正後欄の順番
1. 左 改正前・右 改正後の順　岩手県、静岡県、佐賀県、宮崎県
2. 左 改正後・右 改正前の順　新潟県、和歌山県、鳥取県、香川県、愛媛県、長崎県
3. 上 改正後・下 改正前の順　秋田県、栃木県、福井県、三重県

(3) 見出し
1. 行揃え
  1. 一行目を揃える。
  2. 末行を揃える。
2. 省略する場合の表示方法
  - 見出し及び見出しに代わる記載を一切表示しない。　広域自治体の全部

(4) 規定全体に傍線を付する場合
1. 標記部分と内容部分の間の空白文字にも傍線を付する。　岩手県、秋田県、福井県、宮崎県
2. 標記部分と内容部分の間の空白文字には傍線を付さない。　栃木県、新潟県、三重県、大阪府

(5) 数個の規定を一括して掲げる場合
1. 記号
  1. 2個の規定
    1. 「及び」で繋ぐ。　
    2. 「・」で繋ぐ。　岩手県、秋田県、栃木県、新潟県 、福井県、静岡県、三重県、大阪府

  2. 3個以上の規定
    1. 「－」で繋ぐ。　大阪府
    2. 「～」で繋ぐ。　岩手県、秋田県、栃木県、新潟県、福井県、静岡県、三重県
2. 第1項
  1. 第1項と他の項とをまとめない。　岩手県、秋田県、栃木県、新潟県、福井県、静岡県

(6) 内容部分を省略する場合の記号
1. 「略」（括弧等を付さない）　秋田県、栃木県
2. 「［略］」　岩手県
3. 「（略）」　新潟県、福井県、静岡県、三重県

(7) 規定・別表等の全改
1. 規定全体の改めとして取り扱う[13]。岩手県、秋田県、栃木県、福井県、静岡県、三重県、香川県、大阪府
2. 一部改めに準じて取り扱う[14]。新潟県、宮崎県、大阪府

##### 字句レベルの改正
(1) 削り、又は加えるべき字句
1. 当該字句に係る部分[15]にのみ傍線を付する。　岩手県、秋田県、栃木県、新潟県、福井県、静岡県、三重県、大阪府、鳥取県、広島県、香川県、愛媛県、佐賀県、長崎県、宮崎県
2. 当該字句及びその前後の字句に係る部分に傍線を付する。　和歌山県

(2) 改正前後の字数
1. 字数を合わせない。　岩手県、新潟県、福井県、静岡県、三重県、大阪府、和歌山県、鳥取県、広島県、香川県、佐賀県、長崎県、宮崎県
2. 字数を合わせる（字数の不足する側に空白文字を挿入する）[16]。
  1. 空白文字にも傍線を付する。　愛媛県
    - ただし書・後段の削り・加え
規定の全改（削り・加え）の場合
      1. 字数を合わせる。　（広域自治体では見られない）
      2. 字数を合わせない。　秋田県[17]、栃木県

  2. 空白文字には傍線を付さない。

(3) 同一の字句のうち、一部のみを特定する場合（誤ヒット対策）
1. 前後の字句とともに特定する。　（広域自治体では見られない）
2. 当該字句のみを特定する。　岩手県、秋田県、栃木県、新潟県、静岡県、三重県、大阪府、和歌山県、広島県、香川県、愛媛県、佐賀県、宮崎県

##### 規定レベルの改正
(1) 改正しない項、号、号の細分
1. 内容部分のみを省略する。　大阪府、宮崎県
  1. 複数の規定の標記部分を一括して掲げる。　岩手県、秋田県、栃木県、新潟県、福井県、静岡県、三重県
  2. 複数の規定の標記部分をそれぞれ掲げる。　（広域自治体では見られない）
2. 表自体に全く記載しない。　（広域自治体では見られない）

(2) 削り、又は加えるべき規定
1. その全体に傍線を付する。　広域自治体の全部
2. 傍線を付さない。　春日部市[18]（広域自治体では見られない）

(3) 加えるべき規定（項以下を除く。以下(3)及び(4)において同じ。）
1. 当該加えるべき規定の前後の規定[19]
  1. その直前の規定を掲げる。
    1. 見出し及び内容部分を省略する。　栃木県、新潟県
    2. 内容部分のみを省略する。　福井県

  2. その直前及び直後の規定を掲げる。
    - 内容部分のみを省略する。　静岡県

  3. 前後の規定を掲げない。　岩手県、秋田県[17]
2. 章等の冒頭に規定を加える場合
  1. 直前の章名等を掲げる（標記部分以外を省略する）。　秋田県、栃木県
  2. 直前の章名等及びその直前の規定並びに直後の規定を掲げる（規定の内容部分のみを省略する）。　静岡県
3. 章等の末尾に規定を加える場合
  1. 直後の章名等を掲げる（標記部分以外を省略する）。　秋田県、栃木県
  2. 直前の規定並びに直後の章名等及びその直後の規定を掲げる（規定の内容部分のみを省略する）。　静岡県

(4) 削るべき規定
1. 当該削るべき規定の前後の規定
  1. その直前の規定を掲げる。
    - 内容部分のみを省略して掲げる。　福井県

  2. その直前及び直後の規定を掲げる。
    - 内容部分のみを省略する。　静岡県

  3. その前後の規定は掲げない。　栃木県、秋田県
2. 見出し及び内容部分
  1. 省略する。　秋田県
  2. 省略しない。　栃木県、新潟県、福井県、静岡県
3. 連続する数個の規定の一括削り
  1. 当該各規定の標記部分を一括して掲げる。
    - 記号
      1. 記号にも傍線を付する。　秋田県
      2. 記号には傍線を付さない。　（事例不明）

  2. 当該各規定の標記部分をそれぞれ掲げる。　栃木県、新潟県、福井県、静岡県

(5) 移動のみを行う規定
1. 内容部分
  1. 省略する。　岩手県、秋田県、栃木県、新潟県、福井県、静岡県、大阪府
  2. 省略しない。
2. 連続する数個の規定の一括移動
  1. 当該各規定の標記部分を一括して掲げる。
    - 記号
      1. 記号にも常に傍線を付する。
      2. 3以上の規定を一括して掲げる場合にのみ、記号に傍線を付する。
      3. 記号には傍線を付さない。　秋田県、栃木県

  2. 当該各規定の標記部分をそれぞれ掲げる。　岩手県、新潟県、福井県、静岡県

(6) 全改後の移動
1. 認める。　宮崎県
2. 認めない。

(7) 第1項
1. 第○条に第1項として1項を加える場合
  1. 条名同士を対照させる。
    1. 旧第1項（第○条）に第○条項番号「2」を付する形式とする。　秋田県
    2. 旧第1項（第○条）の項番号「①」を「2」に改める形式とする。　栃木県
    3. 旧第1項（第○条）を全改して新第1項とし、第2講として旧第1項を加えなおす形式とする。　福井県、静岡県
2. 第○条第○項を同条（第1項）とする場合
  1. 条名同士を対照させる。
    1. 旧第○項の項番号を削る形式とする。　秋田県[20]
    2. 旧第○項の項番号を「①」に改める形式とする。　栃木県
    3. 旧第1項を全改して旧第○項とし、旧第○項については削る形式とする。　福井県

##### 別表等（別表その他の表、様式及び目録をいう。以下同じ。）の改正
(1) 別表等の項（号）又は欄の全改・削り・加え
1. 改正方法
  1. 改め文で行う。
  2. 新旧対照表で行う。
    1. 記号
      1. 項内の全字句に傍線を付する。　秋田県、栃木県、福井県、静岡県、三重県
      2. 項全体を太線で囲む。　新潟県

    2. 別表等へのくくり出し（表中では［様式第一　別紙］のような注釈を行う）
      1. 行う。
      2. 行わない（必要に応じて改め文）。　秋田県、栃木県、新潟県、福井県[21]

  3. 表外に出した上で新旧対照とする（「別紙」等とする）。

(2)別表等自体の全改・削り・加え
1. 改め文で行う。
2. 新旧対照表で行う（ただし、例外的に改め文で行うことを許容する自治体もある）。
  1. 記号
    1. 表内の全字句に傍線を付する。　秋田県、福井県、静岡県
    2. 表自体に傍線を付する。　栃木県
    3. 標記部分のみに傍線を付する。　新潟県

  2. 別表等へのくくり出し（表中では［様式第一　別紙］のような注釈を行う）
    1. 行う。
    2. 行わない。　秋田県、栃木県、新潟県、福井県

##### 新旧対照表自体の改正
1. 絵図的改正
  1. 「表中「｜改正前欄の内容｜改正後欄の内容｜」を「｜改正前欄の内容｜改正後欄の内容｜」に改める。
2. 論理的改正（次のよう改正）
  1. 改正規定の捉え方
【　　】を次のように改める。
    1. 第○条の改正
    2. 第○条の改正規定
    3. 表の第○条の改正に係る部分

  2. 「次のよう」の記載の仕方
    1. 当該改正規定のみを示す。
    2. 欄名（「｜改正後｜改正前｜」）及び当該改正規定を示す。

##### 施行期日関係
・ 多段ロケット方式
1. 従来と同様に、条を分ける（柱書きは複数）。
2. 同一の条内において、表を分ける（柱書きは1つ）。
3. 同一の表内において、項を分ける（柱書きは1つ）。

### 新様式方式

#### 本文
新様式方式の本文には、大きく分けて、方式書方式及び大阪市方式がある。
方式書方式では、次のような本文が用いられる。
| 〈方式書で示された全ての要素を示した場合〉 次の第一表及び第二表(1)により、改正前欄に掲げる規定（題名を含む。以下この条において同じ。(a)）の傍線を付し又は破線で囲んだ部分(2)をこれに順次(3)対応する改正後欄に掲げる規定の傍線を付し又は破線で囲んだ部分(2)のように改め、改正前欄及び改正後欄に対応して掲げるその標記部分（［］で注記した項番号を含む。以下この条において同じ。(b)）に二重傍線を付した規定（以下この条において「対象規定」という。(c)）は、その標記部分が同一のものは(4)当該対象規定を改正後欄に掲げるもののように改め、その標記部分が異なるものは(4)改正前欄に掲げる対象規定を改正後欄に掲げる対象規定として移動し、改正前欄に掲げる対象規定及び二重傍線を付した共通見出し(5)で改正後欄にこれに対応するものを掲げていないものは、これ(6)を削り、改正後欄に掲げる対象規定及び二重傍線を付した共通見出し(5)で改正前欄にこれに対応するものを掲げていないものは、これ(6)を加える。 〈改正される字句が1つのみの場合〉 次の表により、改正前欄に掲げる規定の傍線を付した部分をこれに対応する改正後欄に掲げる規定の傍線を付した部分のように改める。 〈規定が1種類だけの場合〉 次の表により、改正前欄に掲げる規定の傍線を付し又は破線で囲んだ部分をこれに順次対応する改正後欄に掲げる規定の傍線を付し又は破線で囲んだ部分のように改め、改正後欄に掲げるその標記部分に二重傍線を付した節を加える。 |   |   |   |   |   | | |
| \| ① \| ② \| ③ \| ④ \| ⑤ \| ⑥ \| ≪凡例≫ ①字句改正、②破線改正、③規定の全部改正、④規定の移動、⑤規定の廃止、⑥規定の追加 1. 【順次】は、同一の改正表中に複数の傍線等がある場合に記載する。 2. 【この条において】は、複数条に分けて改正をする場合に記載。 3. 「共通見出し」を削り、又は付する改正が含まれる場合は、【対象規定】の次に「及び二重傍線を付した共通見出し」と記載する。 \| ≪凡例≫ ①字句改正、②破線改正、③規定の全部改正、④規定の移動、⑤規定の廃止、⑥規定の追加 1. 【順次】は、同一の改正表中に複数の傍線等がある場合に記載する。 2. 【この条において】は、複数条に分けて改正をする場合に記載。 3. 「共通見出し」を削り、又は付する改正が含まれる場合は、【対象規定】の次に「及び二重傍線を付した共通見出し」と記載する。 \| \| ○ \| ○ \| ○ \| ○ \| ○ \| ○ \| 次の表により、 改正前欄に掲げる規定の傍線を付し又は破線で囲んだ部分をこれに【順次】対応する改正後欄に掲げる規定の傍線を付し又は破線で囲んだ部分のように改め、 改正前欄及び改正後欄に対応して掲げるその標記部分に二重傍線を付した規定（以下【この条において】「対象規定」という。）は、 その標記部分が同一のものは当該対象規定を改正後欄に掲げるもののように改め、 その標記部分が異なるものは改正前欄に掲げる対象規定を改正後欄に掲げる対象規定として移動し、 改正前欄に掲げる【対象規定】で改正後欄にこれに対応するものを掲げていないものは、これを削り、 改正後欄に掲げる【対象規定】で改正前欄にこれに対応するものを掲げていないものは、これを加える。 \| 次の表により、 改正前欄に掲げる規定の傍線を付し又は破線で囲んだ部分をこれに【順次】対応する改正後欄に掲げる規定の傍線を付し又は破線で囲んだ部分のように改め、 改正前欄及び改正後欄に対応して掲げるその標記部分に二重傍線を付した規定（以下【この条において】「対象規定」という。）は、 その標記部分が同一のものは当該対象規定を改正後欄に掲げるもののように改め、 その標記部分が異なるものは改正前欄に掲げる対象規定を改正後欄に掲げる対象規定として移動し、 改正前欄に掲げる【対象規定】で改正後欄にこれに対応するものを掲げていないものは、これを削り、 改正後欄に掲げる【対象規定】で改正前欄にこれに対応するものを掲げていないものは、これを加える。 \| \| ○ \| ○ \| ○ \| ○ \| ○ \| \| 次の表により、 改正前欄に掲げる規定の傍線を付し又は破線で囲んだ部分をこれに【順次】対応する改正後欄に掲げる規定の傍線を付し又は破線で囲んだ部分のように改め、 改正前欄及び改正後欄に対応して掲げるその標記部分に二重傍線を付した規定（以下【この条において】「対象規定」という。）は、 その標記部分が同一のものは当該対象規定を改正後欄に掲げるもののように改め、 その標記部分が異なるものは改正前欄に掲げる対象規定を改正後欄に掲げる対象規定として移動し、 改正前欄に掲げる【対象規定】で改正後欄にこれに対応するものを掲げていないものは、これを削る。 \| 次の表により、 改正前欄に掲げる規定の傍線を付し又は破線で囲んだ部分をこれに【順次】対応する改正後欄に掲げる規定の傍線を付し又は破線で囲んだ部分のように改め、 改正前欄及び改正後欄に対応して掲げるその標記部分に二重傍線を付した規定（以下【この条において】「対象規定」という。）は、 その標記部分が同一のものは当該対象規定を改正後欄に掲げるもののように改め、 その標記部分が異なるものは改正前欄に掲げる対象規定を改正後欄に掲げる対象規定として移動し、 改正前欄に掲げる【対象規定】で改正後欄にこれに対応するものを掲げていないものは、これを削る。 \| \| ○ \| ○ \| ○ \| ○ \| \| ○ \| 次の表により、 改正前欄に掲げる規定の傍線を付し又は破線で囲んだ部分をこれに【順次】対応する改正後欄に掲げる規定の傍線を付し又は破線で囲んだ部分のように改め、 改正前欄及び改正後欄に対応して掲げるその標記部分に二重傍線を付した規定（以下【この条において】「対象規定」という。）は、 その標記部分が同一のものは当該対象規定を改正後欄に掲げるもののように改め、 その標記部分が異なるものは改正前欄に掲げる対象規定を改正後欄に掲げる対象規定として移動し、 改正後欄に掲げる【対象規定】で改正前欄にこれに対応するものを掲げていないものは、これを加える。 \| 次の表により、 改正前欄に掲げる規定の傍線を付し又は破線で囲んだ部分をこれに【順次】対応する改正後欄に掲げる規定の傍線を付し又は破線で囲んだ部分のように改め、 改正前欄及び改正後欄に対応して掲げるその標記部分に二重傍線を付した規定（以下【この条において】「対象規定」という。）は、 その標記部分が同一のものは当該対象規定を改正後欄に掲げるもののように改め、 その標記部分が異なるものは改正前欄に掲げる対象規定を改正後欄に掲げる対象規定として移動し、 改正後欄に掲げる【対象規定】で改正前欄にこれに対応するものを掲げていないものは、これを加える。 \| \| ○ \| ○ \| ○ \| ○ \| \| \| 次の表により、 改正前欄に掲げる規定の傍線を付し又は破線で囲んだ部分をこれに【順次】対応する改正後欄に掲げる規定の傍線を付し又は破線で囲んだ部分のように改め、 改正前欄及び改正後欄に対応して掲げるその標記部分に二重傍線を付した規定（以下【この条において】「対象規定」という。）は、 その標記部分が同一のものは当該対象規定を改正後欄に掲げるもののように改め、 その標記部分が異なるものは改正前欄に掲げる対象規定を改正後欄に掲げる対象規定として移動する。 \| 次の表により、 改正前欄に掲げる規定の傍線を付し又は破線で囲んだ部分をこれに【順次】対応する改正後欄に掲げる規定の傍線を付し又は破線で囲んだ部分のように改め、 改正前欄及び改正後欄に対応して掲げるその標記部分に二重傍線を付した規定（以下【この条において】「対象規定」という。）は、 その標記部分が同一のものは当該対象規定を改正後欄に掲げるもののように改め、 その標記部分が異なるものは改正前欄に掲げる対象規定を改正後欄に掲げる対象規定として移動する。 \| \| ○ \| ○ \| ○ \| \| ○ \| ○ \| 次の表により、 改正前欄に掲げる規定の傍線を付し又は破線で囲んだ部分をこれに【順次】対応する改正後欄に掲げる規定の傍線を付し又は破線で囲んだ部分のように改め、 改正前欄及び改正後欄に対応して掲げるその標記部分に二重傍線を付した規定（以下【この条において】「対象規定」という。）は、 当該対象規定を改正後欄に掲げるもののように改め、 改正前欄に掲げる【対象規定】で改正後欄にこれに対応するものを掲げていないものは、これを削り、 改正後欄に掲げる【対象規定】で改正前欄にこれに対応するものを掲げていないものは、これを加える。 \| 次の表により、 改正前欄に掲げる規定の傍線を付し又は破線で囲んだ部分をこれに【順次】対応する改正後欄に掲げる規定の傍線を付し又は破線で囲んだ部分のように改め、 改正前欄及び改正後欄に対応して掲げるその標記部分に二重傍線を付した規定（以下【この条において】「対象規定」という。）は、 当該対象規定を改正後欄に掲げるもののように改め、 改正前欄に掲げる【対象規定】で改正後欄にこれに対応するものを掲げていないものは、これを削り、 改正後欄に掲げる【対象規定】で改正前欄にこれに対応するものを掲げていないものは、これを加える。 \| \| ○ \| ○ \| ○ \| \| ○ \| \| 次の表により、 改正前欄に掲げる規定の傍線を付し又は破線で囲んだ部分をこれに【順次】対応する改正後欄に掲げる規定の傍線を付し又は破線で囲んだ部分のように改め、 改正前欄及び改正後欄に対応して掲げるその標記部分に二重傍線を付した規定（以下【この条において】「対象規定」という。）は、 当該対象規定を改正後欄に掲げるもののように改め、 改正前欄に掲げる【対象規定】で改正後欄にこれに対応するものを掲げていないものは、これを削る。 \| 次の表により、 改正前欄に掲げる規定の傍線を付し又は破線で囲んだ部分をこれに【順次】対応する改正後欄に掲げる規定の傍線を付し又は破線で囲んだ部分のように改め、 改正前欄及び改正後欄に対応して掲げるその標記部分に二重傍線を付した規定（以下【この条において】「対象規定」という。）は、 当該対象規定を改正後欄に掲げるもののように改め、 改正前欄に掲げる【対象規定】で改正後欄にこれに対応するものを掲げていないものは、これを削る。 \| \| ○ \| ○ \| ○ \| \| \| ○ \| 次の表により、 改正前欄に掲げる規定の傍線を付し又は破線で囲んだ部分をこれに【順次】対応する改正後欄に掲げる規定の傍線を付し又は破線で囲んだ部分のように改め、 改正前欄及び改正後欄に対応して掲げるその標記部分に二重傍線を付した規定（以下【この条において】「対象規定」という。）は、 当該対象規定を改正後欄に掲げるもののように改め、 改正後欄に掲げる【対象規定】で改正前欄にこれに対応するものを掲げていないものは、これを加える。 \| 次の表により、 改正前欄に掲げる規定の傍線を付し又は破線で囲んだ部分をこれに【順次】対応する改正後欄に掲げる規定の傍線を付し又は破線で囲んだ部分のように改め、 改正前欄及び改正後欄に対応して掲げるその標記部分に二重傍線を付した規定（以下【この条において】「対象規定」という。）は、 当該対象規定を改正後欄に掲げるもののように改め、 改正後欄に掲げる【対象規定】で改正前欄にこれに対応するものを掲げていないものは、これを加える。 \| \| ○ \| ○ \| ○ \| \| \| \| 次の表により、 改正前欄に掲げる規定の傍線を付し又は破線で囲んだ部分をこれに【順次】対応する改正後欄に掲げる規定の傍線を付し又は破線で囲んだ部分のように改め、 改正前欄及び改正後欄に対応して掲げるその標記部分に二重傍線を付した規定（以下【この条において】「対象規定」という。）は、 当該対象規定を改正後欄に掲げるもののように改める。 \| 次の表により、 改正前欄に掲げる規定の傍線を付し又は破線で囲んだ部分をこれに【順次】対応する改正後欄に掲げる規定の傍線を付し又は破線で囲んだ部分のように改め、 改正前欄及び改正後欄に対応して掲げるその標記部分に二重傍線を付した規定（以下【この条において】「対象規定」という。）は、 当該対象規定を改正後欄に掲げるもののように改める。 \| \| ○ \| ○ \| \| ○ \| ○ \| ○ \| 次の表により、 改正前欄に掲げる規定の傍線を付し又は破線で囲んだ部分をこれに【順次】対応する改正後欄に掲げる規定の傍線を付し又は破線で囲んだ部分のように改め、 改正前欄及び改正後欄に対応して掲げるその標記部分に二重傍線を付した規定（以下【この条において】「対象規定」という。）は、 改正前欄に掲げる対象規定を改正後欄に掲げる対象規定として移動し、 改正前欄に掲げる【対象規定】で改正後欄にこれに対応するものを掲げていないものは、これを削り、 改正後欄に掲げる【対象規定】で改正前欄にこれに対応するものを掲げていないものは、これを加える。 \| 次の表により、 改正前欄に掲げる規定の傍線を付し又は破線で囲んだ部分をこれに【順次】対応する改正後欄に掲げる規定の傍線を付し又は破線で囲んだ部分のように改め、 改正前欄及び改正後欄に対応して掲げるその標記部分に二重傍線を付した規定（以下【この条において】「対象規定」という。）は、 改正前欄に掲げる対象規定を改正後欄に掲げる対象規定として移動し、 改正前欄に掲げる【対象規定】で改正後欄にこれに対応するものを掲げていないものは、これを削り、 改正後欄に掲げる【対象規定】で改正前欄にこれに対応するものを掲げていないものは、これを加える。 \| \| ○ \| ○ \| \| ○ \| ○ \| \| 次の表により、 改正前欄に掲げる規定の傍線を付し又は破線で囲んだ部分をこれに【順次】対応する改正後欄に掲げる規定の傍線を付し又は破線で囲んだ部分のように改め、 改正前欄及び改正後欄に対応して掲げるその標記部分に二重傍線を付した規定（以下【この条において】「対象規定」という。）は、 改正前欄に掲げる対象規定を改正後欄に掲げる対象規定として移動し、 改正前欄に掲げる【対象規定】で改正後欄にこれに対応するものを掲げていないものは、これを削る。 \| 次の表により、 改正前欄に掲げる規定の傍線を付し又は破線で囲んだ部分をこれに【順次】対応する改正後欄に掲げる規定の傍線を付し又は破線で囲んだ部分のように改め、 改正前欄及び改正後欄に対応して掲げるその標記部分に二重傍線を付した規定（以下【この条において】「対象規定」という。）は、 改正前欄に掲げる対象規定を改正後欄に掲げる対象規定として移動し、 改正前欄に掲げる【対象規定】で改正後欄にこれに対応するものを掲げていないものは、これを削る。 \| \| ○ \| ○ \| \| ○ \| \| ○ \| 次の表により、 改正前欄に掲げる規定の傍線を付し又は破線で囲んだ部分をこれに【順次】対応する改正後欄に掲げる規定の傍線を付し又は破線で囲んだ部分のように改め、 改正前欄及び改正後欄に対応して掲げるその標記部分に二重傍線を付した規定（以下【この条において】「対象規定」という。）は、 改正前欄に掲げる対象規定を改正後欄に掲げる対象規定として移動し、 改正後欄に掲げる【対象規定】で改正前欄にこれに対応するものを掲げていないものは、これを加える。 \| 次の表により、 改正前欄に掲げる規定の傍線を付し又は破線で囲んだ部分をこれに【順次】対応する改正後欄に掲げる規定の傍線を付し又は破線で囲んだ部分のように改め、 改正前欄及び改正後欄に対応して掲げるその標記部分に二重傍線を付した規定（以下【この条において】「対象規定」という。）は、 改正前欄に掲げる対象規定を改正後欄に掲げる対象規定として移動し、 改正後欄に掲げる【対象規定】で改正前欄にこれに対応するものを掲げていないものは、これを加える。 \| \| ○ \| ○ \| \| ○ \| \| \| 次の表により、 改正前欄に掲げる規定の傍線を付し又は破線で囲んだ部分をこれに【順次】対応する改正後欄に掲げる規定の傍線を付し又は破線で囲んだ部分のように改め、 改正前欄及び改正後欄に対応して掲げるその標記部分に二重傍線を付した規定（以下【この条において】「対象規定」という。）は、 改正前欄に掲げる対象規定を改正後欄に掲げる対象規定として移動する。 \| 次の表により、 改正前欄に掲げる規定の傍線を付し又は破線で囲んだ部分をこれに【順次】対応する改正後欄に掲げる規定の傍線を付し又は破線で囲んだ部分のように改め、 改正前欄及び改正後欄に対応して掲げるその標記部分に二重傍線を付した規定（以下【この条において】「対象規定」という。）は、 改正前欄に掲げる対象規定を改正後欄に掲げる対象規定として移動する。 \| \| ○ \| ○ \| \| \| ○ \| ○ \| 次の表により、 改正前欄に掲げる規定の傍線を付し又は破線で囲んだ部分をこれに【順次】対応する改正後欄に掲げる規定の傍線を付し又は破線で囲んだ部分のように改め、 改正前欄に掲げるその標記部分に二重傍線を付した規定（以下【この条において】「対象規定」という。）は、これを削り、 改正後欄に掲げる対象規定は、これを加える。 \| 次の表により、 改正前欄に掲げる規定の傍線を付し又は破線で囲んだ部分をこれに【順次】対応する改正後欄に掲げる規定の傍線を付し又は破線で囲んだ部分のように改め、 改正前欄に掲げるその標記部分に二重傍線を付した規定（以下【この条において】「対象規定」という。）は、これを削り、 改正後欄に掲げる対象規定は、これを加える。 \| \| ○ \| ○ \| \| \| ○ \| \| 次の表により、 改正前欄に掲げる規定の傍線を付し又は破線で囲んだ部分をこれに【順次】対応する改正後欄に掲げる規定の傍線を付し又は破線で囲んだ部分のように改め、 改正前欄に掲げるその標記部分に二重傍線を付した規定を削る。 \| 次の表により、 改正前欄に掲げる規定の傍線を付し又は破線で囲んだ部分をこれに【順次】対応する改正後欄に掲げる規定の傍線を付し又は破線で囲んだ部分のように改め、 改正前欄に掲げるその標記部分に二重傍線を付した規定を削る。 \| \| ○ \| ○ \| \| \| \| ○ \| 次の表により、 改正前欄に掲げる規定の傍線を付し又は破線で囲んだ部分をこれに【順次】対応する改正後欄に掲げる規定の傍線を付し又は破線で囲んだ部分のように改め、 改正後欄に掲げるその標記部分に二重傍線を付した規定を加える。 \| 次の表により、 改正前欄に掲げる規定の傍線を付し又は破線で囲んだ部分をこれに【順次】対応する改正後欄に掲げる規定の傍線を付し又は破線で囲んだ部分のように改め、 改正後欄に掲げるその標記部分に二重傍線を付した規定を加える。 \| \| ○ \| ○ \| \| \| \| \| 次の表により、 改正前欄に掲げる規定の傍線を付し又は破線で囲んだ部分をこれに【順次】対応する改正後欄に掲げる規定の傍線を付し又は破線で囲んだ部分のように改める。 \| 次の表により、 改正前欄に掲げる規定の傍線を付し又は破線で囲んだ部分をこれに【順次】対応する改正後欄に掲げる規定の傍線を付し又は破線で囲んだ部分のように改める。 \| \| ○ \| \| ○ \| ○ \| ○ \| ○ \| 次の表により、 改正前欄に掲げる規定の傍線を付した部分をこれに【順次】対応する改正後欄に掲げる規定の傍線を付した部分のように改め、 改正前欄及び改正後欄に対応して掲げるその標記部分に二重傍線を付した規定（以下【この条において】「対象規定」という。）は、 その標記部分が同一のものは当該対象規定を改正後欄に掲げるもののように改め、 その標記部分が異なるものは改正前欄に掲げる対象規定を改正後欄に掲げる対象規定として移動し、 改正前欄に掲げる【対象規定】で改正後欄にこれに対応するものを掲げていないものは、これを削り、 改正後欄に掲げる【対象規定】で改正前欄にこれに対応するものを掲げていないものは、これを加える。 \| 次の表により、 改正前欄に掲げる規定の傍線を付した部分をこれに【順次】対応する改正後欄に掲げる規定の傍線を付した部分のように改め、 改正前欄及び改正後欄に対応して掲げるその標記部分に二重傍線を付した規定（以下【この条において】「対象規定」という。）は、 その標記部分が同一のものは当該対象規定を改正後欄に掲げるもののように改め、 その標記部分が異なるものは改正前欄に掲げる対象規定を改正後欄に掲げる対象規定として移動し、 改正前欄に掲げる【対象規定】で改正後欄にこれに対応するものを掲げていないものは、これを削り、 改正後欄に掲げる【対象規定】で改正前欄にこれに対応するものを掲げていないものは、これを加える。 \| \| ○ \| \| ○ \| ○ \| ○ \| \| 次の表により、 改正前欄に掲げる規定の傍線を付した部分をこれに【順次】対応する改正後欄に掲げる規定の傍線を付した部分のように改め、 改正前欄及び改正後欄に対応して掲げるその標記部分に二重傍線を付した規定（以下【この条において】「対象規定」という。）は、 その標記部分が同一のものは当該対象規定を改正後欄に掲げるもののように改め、 その標記部分が異なるものは改正前欄に掲げる対象規定を改正後欄に掲げる対象規定として移動し、 改正前欄に掲げる【対象規定】で改正後欄にこれに対応するものを掲げていないものは、これを削る。 \| 次の表により、 改正前欄に掲げる規定の傍線を付した部分をこれに【順次】対応する改正後欄に掲げる規定の傍線を付した部分のように改め、 改正前欄及び改正後欄に対応して掲げるその標記部分に二重傍線を付した規定（以下【この条において】「対象規定」という。）は、 その標記部分が同一のものは当該対象規定を改正後欄に掲げるもののように改め、 その標記部分が異なるものは改正前欄に掲げる対象規定を改正後欄に掲げる対象規定として移動し、 改正前欄に掲げる【対象規定】で改正後欄にこれに対応するものを掲げていないものは、これを削る。 \| \| ○ \| \| ○ \| ○ \| \| ○ \| 次の表により、 改正前欄に掲げる規定の傍線を付した部分をこれに【順次】対応する改正後欄に掲げる規定の傍線を付した部分のように改め、 改正前欄及び改正後欄に対応して掲げるその標記部分に二重傍線を付した規定（以下【この条において】「対象規定」という。）は、 その標記部分が同一のものは当該対象規定を改正後欄に掲げるもののように改め、 その標記部分が異なるものは改正前欄に掲げる対象規定を改正後欄に掲げる対象規定として移動し、 改正後欄に掲げる【対象規定】で改正前欄にこれに対応するものを掲げていないものは、これを加える。 \| 次の表により、 改正前欄に掲げる規定の傍線を付した部分をこれに【順次】対応する改正後欄に掲げる規定の傍線を付した部分のように改め、 改正前欄及び改正後欄に対応して掲げるその標記部分に二重傍線を付した規定（以下【この条において】「対象規定」という。）は、 その標記部分が同一のものは当該対象規定を改正後欄に掲げるもののように改め、 その標記部分が異なるものは改正前欄に掲げる対象規定を改正後欄に掲げる対象規定として移動し、 改正後欄に掲げる【対象規定】で改正前欄にこれに対応するものを掲げていないものは、これを加える。 \| \| ○ \| \| ○ \| ○ \| \| \| 次の表により、 改正前欄に掲げる規定の傍線を付した部分をこれに【順次】対応する改正後欄に掲げる規定の傍線を付した部分のように改め、 改正前欄及び改正後欄に対応して掲げるその標記部分に二重傍線を付した規定（以下【この条において】「対象規定」という。）は、 その標記部分が同一のものは当該対象規定を改正後欄に掲げるもののように改め、 その標記部分が異なるものは改正前欄に掲げる対象規定を改正後欄に掲げる対象規定として移動する。 \| 次の表により、 改正前欄に掲げる規定の傍線を付した部分をこれに【順次】対応する改正後欄に掲げる規定の傍線を付した部分のように改め、 改正前欄及び改正後欄に対応して掲げるその標記部分に二重傍線を付した規定（以下【この条において】「対象規定」という。）は、 その標記部分が同一のものは当該対象規定を改正後欄に掲げるもののように改め、 その標記部分が異なるものは改正前欄に掲げる対象規定を改正後欄に掲げる対象規定として移動する。 \| \| ○ \| \| ○ \| \| ○ \| ○ \| 次の表により、 改正前欄に掲げる規定の傍線を付した部分をこれに【順次】対応する改正後欄に掲げる規定の傍線を付した部分のように改め、 改正前欄及び改正後欄に対応して掲げるその標記部分に二重傍線を付した規定（以下【この条において】「対象規定」という。）は、 当該対象規定を改正後欄に掲げるもののように改め、 改正前欄に掲げる【対象規定】で改正後欄にこれに対応するものを掲げていないものは、これを削り、 改正後欄に掲げる【対象規定】で改正前欄にこれに対応するものを掲げていないものは、これを加える。 \| 次の表により、 改正前欄に掲げる規定の傍線を付した部分をこれに【順次】対応する改正後欄に掲げる規定の傍線を付した部分のように改め、 改正前欄及び改正後欄に対応して掲げるその標記部分に二重傍線を付した規定（以下【この条において】「対象規定」という。）は、 当該対象規定を改正後欄に掲げるもののように改め、 改正前欄に掲げる【対象規定】で改正後欄にこれに対応するものを掲げていないものは、これを削り、 改正後欄に掲げる【対象規定】で改正前欄にこれに対応するものを掲げていないものは、これを加える。 \| \| ○ \| \| ○ \| \| ○ \| \| 次の表により、 改正前欄に掲げる規定の傍線を付した部分をこれに【順次】対応する改正後欄に掲げる規定の傍線を付した部分のように改め、 改正前欄及び改正後欄に対応して掲げるその標記部分に二重傍線を付した規定（以下【この条において】「対象規定」という。）は、 当該対象規定を改正後欄に掲げるもののように改め、 改正前欄に掲げる【対象規定】で改正後欄にこれに対応するものを掲げていないものは、これを削る。 \| 次の表により、 改正前欄に掲げる規定の傍線を付した部分をこれに【順次】対応する改正後欄に掲げる規定の傍線を付した部分のように改め、 改正前欄及び改正後欄に対応して掲げるその標記部分に二重傍線を付した規定（以下【この条において】「対象規定」という。）は、 当該対象規定を改正後欄に掲げるもののように改め、 改正前欄に掲げる【対象規定】で改正後欄にこれに対応するものを掲げていないものは、これを削る。 \| \| ○ \| \| ○ \| \| \| ○ \| 次の表により、 改正前欄に掲げる規定の傍線を付した部分をこれに【順次】対応する改正後欄に掲げる規定の傍線を付した部分のように改め、 改正前欄及び改正後欄に対応して掲げるその標記部分に二重傍線を付した規定（以下【この条において】「対象規定」という。）は、 当該対象規定を改正後欄に掲げるもののように改め、 改正後欄に掲げる【対象規定】で改正前欄にこれに対応するものを掲げていないものは、これを加える。 \| 次の表により、 改正前欄に掲げる規定の傍線を付した部分をこれに【順次】対応する改正後欄に掲げる規定の傍線を付した部分のように改め、 改正前欄及び改正後欄に対応して掲げるその標記部分に二重傍線を付した規定（以下【この条において】「対象規定」という。）は、 当該対象規定を改正後欄に掲げるもののように改め、 改正後欄に掲げる【対象規定】で改正前欄にこれに対応するものを掲げていないものは、これを加える。 \| \| ○ \| \| ○ \| \| \| \| 次の表により、 改正前欄に掲げる規定の傍線を付した部分をこれに【順次】対応する改正後欄に掲げる規定の傍線を付した部分のように改め、 改正前欄及び改正後欄に対応して掲げるその標記部分に二重傍線を付した規定（以下【この条において】「対象規定」という。）は、 当該対象規定を改正後欄に掲げるもののように改める。 \| 次の表により、 改正前欄に掲げる規定の傍線を付した部分をこれに【順次】対応する改正後欄に掲げる規定の傍線を付した部分のように改め、 改正前欄及び改正後欄に対応して掲げるその標記部分に二重傍線を付した規定（以下【この条において】「対象規定」という。）は、 当該対象規定を改正後欄に掲げるもののように改める。 \| \| ○ \| \| \| ○ \| ○ \| ○ \| 次の表により、 改正前欄に掲げる規定の傍線を付した部分をこれに【順次】対応する改正後欄に掲げる規定の傍線を付した部分のように改め、 改正前欄及び改正後欄に対応して掲げるその標記部分に二重傍線を付した規定（以下【この条において】「対象規定」という。）は、 改正前欄に掲げる対象規定を改正後欄に掲げる対象規定として移動し、 改正前欄に掲げる【対象規定】で改正後欄にこれに対応するものを掲げていないものは、これを削り、 改正後欄に掲げる【対象規定】で改正前欄にこれに対応するものを掲げていないものは、これを加える。 \| 次の表により、 改正前欄に掲げる規定の傍線を付した部分をこれに【順次】対応する改正後欄に掲げる規定の傍線を付した部分のように改め、 改正前欄及び改正後欄に対応して掲げるその標記部分に二重傍線を付した規定（以下【この条において】「対象規定」という。）は、 改正前欄に掲げる対象規定を改正後欄に掲げる対象規定として移動し、 改正前欄に掲げる【対象規定】で改正後欄にこれに対応するものを掲げていないものは、これを削り、 改正後欄に掲げる【対象規定】で改正前欄にこれに対応するものを掲げていないものは、これを加える。 \| \| ○ \| \| \| ○ \| ○ \| \| 次の表により、 改正前欄に掲げる規定の傍線を付した部分をこれに【順次】対応する改正後欄に掲げる規定の傍線を付した部分のように改め、 改正前欄及び改正後欄に対応して掲げるその標記部分に二重傍線を付した規定（以下【この条において】「対象規定」という。）は、 改正前欄に掲げる対象規定を改正後欄に掲げる対象規定として移動し、 改正前欄に掲げる【対象規定】で改正後欄にこれに対応するものを掲げていないものは、これを削る。 \| 次の表により、 改正前欄に掲げる規定の傍線を付した部分をこれに【順次】対応する改正後欄に掲げる規定の傍線を付した部分のように改め、 改正前欄及び改正後欄に対応して掲げるその標記部分に二重傍線を付した規定（以下【この条において】「対象規定」という。）は、 改正前欄に掲げる対象規定を改正後欄に掲げる対象規定として移動し、 改正前欄に掲げる【対象規定】で改正後欄にこれに対応するものを掲げていないものは、これを削る。 \| \| ○ \| \| \| ○ \| \| ○ \| 次の表により、 改正前欄に掲げる規定の傍線を付した部分をこれに【順次】対応する改正後欄に掲げる規定の傍線を付した部分のように改め、 改正前欄及び改正後欄に対応して掲げるその標記部分に二重傍線を付した規定（以下【この条において】「対象規定」という。）は、 改正前欄に掲げる対象規定を改正後欄に掲げる対象規定として移動し、 改正後欄に掲げる【対象規定】で改正前欄にこれに対応するものを掲げていないものは、これを加える。 \| 次の表により、 改正前欄に掲げる規定の傍線を付した部分をこれに【順次】対応する改正後欄に掲げる規定の傍線を付した部分のように改め、 改正前欄及び改正後欄に対応して掲げるその標記部分に二重傍線を付した規定（以下【この条において】「対象規定」という。）は、 改正前欄に掲げる対象規定を改正後欄に掲げる対象規定として移動し、 改正後欄に掲げる【対象規定】で改正前欄にこれに対応するものを掲げていないものは、これを加える。 \| \| ○ \| \| \| ○ \| \| \| 次の表により、 改正前欄に掲げる規定の傍線を付した部分をこれに【順次】対応する改正後欄に掲げる規定の傍線を付した部分のように改め、 改正前欄及び改正後欄に対応して掲げるその標記部分に二重傍線を付した規定（以下【この条において】「対象規定」という。）は、 改正前欄に掲げる対象規定を改正後欄に掲げる対象規定として移動する。 ※この類型の改正は基本的に想定されない。 \| 次の表により、 改正前欄に掲げる規定の傍線を付した部分をこれに【順次】対応する改正後欄に掲げる規定の傍線を付した部分のように改め、 改正前欄及び改正後欄に対応して掲げるその標記部分に二重傍線を付した規定（以下【この条において】「対象規定」という。）は、 改正前欄に掲げる対象規定を改正後欄に掲げる対象規定として移動する。 ※この類型の改正は基本的に想定されない。 \| \| ○ \| \| \| \| ○ \| ○ \| 次の表により、 改正前欄に掲げる規定の傍線を付した部分をこれに【順次】対応する改正後欄に掲げる規定の傍線を付した部分のように改め、 改正前欄に掲げるその標記部分に二重傍線を付した規定（以下【この条において】「対象規定」という。）は、これを削り、 改正後欄に掲げる対象規定は、これを加える。 \| 次の表により、 改正前欄に掲げる規定の傍線を付した部分をこれに【順次】対応する改正後欄に掲げる規定の傍線を付した部分のように改め、 改正前欄に掲げるその標記部分に二重傍線を付した規定（以下【この条において】「対象規定」という。）は、これを削り、 改正後欄に掲げる対象規定は、これを加える。 \| \| ○ \| \| \| \| ○ \| \| 次の表により、 改正前欄に掲げる規定の傍線を付した部分をこれに【順次】対応する改正後欄に掲げる規定の傍線を付した部分のように改め、 改正前欄に掲げるその標記部分に二重傍線を付した規定を削る。 \| 次の表により、 改正前欄に掲げる規定の傍線を付した部分をこれに【順次】対応する改正後欄に掲げる規定の傍線を付した部分のように改め、 改正前欄に掲げるその標記部分に二重傍線を付した規定を削る。 \| \| ○ \| \| \| \| \| ○ \| 次の表により、 改正前欄に掲げる規定の傍線を付した部分をこれに【順次】対応する改正後欄に掲げる規定の傍線を付した部分のように改め、 改正後欄に掲げるその標記部分に二重傍線を付した規定を加える。 \| 次の表により、 改正前欄に掲げる規定の傍線を付した部分をこれに【順次】対応する改正後欄に掲げる規定の傍線を付した部分のように改め、 改正後欄に掲げるその標記部分に二重傍線を付した規定を加える。 \| \| ○ \| \| \| \| \| \| 次の表により、 改正前欄に掲げる規定の傍線を付した部分をこれに【順次】対応する改正後欄に掲げる規定の傍線を付した部分のように改める。 \| 次の表により、 改正前欄に掲げる規定の傍線を付した部分をこれに【順次】対応する改正後欄に掲げる規定の傍線を付した部分のように改める。 \| \| \| ○ \| ○ \| ○ \| ○ \| ○ \| 次の表により、 改正前欄に掲げる規定の破線で囲んだ部分をこれに対応する改正後欄に掲げる規定の破線で囲んだ部分のように改め、 改正前欄及び改正後欄に対応して掲げるその標記部分に二重傍線を付した規定（以下【この条において】「対象規定」という。）は、 その標記部分が同一のものは当該対象規定を改正後欄に掲げるもののように改め、 その標記部分が異なるものは改正前欄に掲げる対象規定を改正後欄に掲げる対象規定として移動し、 改正前欄に掲げる【対象規定】で改正後欄にこれに対応するものを掲げていないものは、これを削り、 改正後欄に掲げる【対象規定】で改正前欄にこれに対応するものを掲げていないものは、これを加える。 \| 次の表により、 改正前欄に掲げる規定の破線で囲んだ部分をこれに対応する改正後欄に掲げる規定の破線で囲んだ部分のように改め、 改正前欄及び改正後欄に対応して掲げるその標記部分に二重傍線を付した規定（以下【この条において】「対象規定」という。）は、 その標記部分が同一のものは当該対象規定を改正後欄に掲げるもののように改め、 その標記部分が異なるものは改正前欄に掲げる対象規定を改正後欄に掲げる対象規定として移動し、 改正前欄に掲げる【対象規定】で改正後欄にこれに対応するものを掲げていないものは、これを削り、 改正後欄に掲げる【対象規定】で改正前欄にこれに対応するものを掲げていないものは、これを加える。 \| \| \| ○ \| ○ \| ○ \| ○ \| \| 次の表により、 改正前欄に掲げる規定の破線で囲んだ部分をこれに対応する改正後欄に掲げる規定の破線で囲んだ部分のように改め、 改正前欄及び改正後欄に対応して掲げるその標記部分に二重傍線を付した規定（以下【この条において】「対象規定」という。）は、 その標記部分が同一のものは当該対象規定を改正後欄に掲げるもののように改め、 その標記部分が異なるものは改正前欄に掲げる対象規定を改正後欄に掲げる対象規定として移動し、 改正前欄に掲げる【対象規定】で改正後欄にこれに対応するものを掲げていないものは、これを削る。 \| 次の表により、 改正前欄に掲げる規定の破線で囲んだ部分をこれに対応する改正後欄に掲げる規定の破線で囲んだ部分のように改め、 改正前欄及び改正後欄に対応して掲げるその標記部分に二重傍線を付した規定（以下【この条において】「対象規定」という。）は、 その標記部分が同一のものは当該対象規定を改正後欄に掲げるもののように改め、 その標記部分が異なるものは改正前欄に掲げる対象規定を改正後欄に掲げる対象規定として移動し、 改正前欄に掲げる【対象規定】で改正後欄にこれに対応するものを掲げていないものは、これを削る。 \| \| \| ○ \| ○ \| ○ \| \| ○ \| 次の表により、 改正前欄に掲げる規定の破線で囲んだ部分をこれに対応する改正後欄に掲げる規定の破線で囲んだ部分のように改め、 改正前欄及び改正後欄に対応して掲げるその標記部分に二重傍線を付した規定（以下【この条において】「対象規定」という。）は、 その標記部分が同一のものは当該対象規定を改正後欄に掲げるもののように改め、 その標記部分が異なるものは改正前欄に掲げる対象規定を改正後欄に掲げる対象規定として移動し、 改正後欄に掲げる【対象規定】で改正前欄にこれに対応するものを掲げていないものは、これを加える。 \| 次の表により、 改正前欄に掲げる規定の破線で囲んだ部分をこれに対応する改正後欄に掲げる規定の破線で囲んだ部分のように改め、 改正前欄及び改正後欄に対応して掲げるその標記部分に二重傍線を付した規定（以下【この条において】「対象規定」という。）は、 その標記部分が同一のものは当該対象規定を改正後欄に掲げるもののように改め、 その標記部分が異なるものは改正前欄に掲げる対象規定を改正後欄に掲げる対象規定として移動し、 改正後欄に掲げる【対象規定】で改正前欄にこれに対応するものを掲げていないものは、これを加える。 \| \| \| ○ \| ○ \| ○ \| \| \| 次の表により、 改正前欄に掲げる規定の破線で囲んだ部分をこれに対応する改正後欄に掲げる規定の破線で囲んだ部分のように改め、 改正前欄及び改正後欄に対応して掲げるその標記部分に二重傍線を付した規定（以下【この条において】「対象規定」という。）は、 その標記部分が同一のものは当該対象規定を改正後欄に掲げるもののように改め、 その標記部分が異なるものは改正前欄に掲げる対象規定を改正後欄に掲げる対象規定として移動する。 \| 次の表により、 改正前欄に掲げる規定の破線で囲んだ部分をこれに対応する改正後欄に掲げる規定の破線で囲んだ部分のように改め、 改正前欄及び改正後欄に対応して掲げるその標記部分に二重傍線を付した規定（以下【この条において】「対象規定」という。）は、 その標記部分が同一のものは当該対象規定を改正後欄に掲げるもののように改め、 その標記部分が異なるものは改正前欄に掲げる対象規定を改正後欄に掲げる対象規定として移動する。 \| \| \| ○ \| ○ \| \| ○ \| ○ \| 次の表により、 改正前欄に掲げる規定の破線で囲んだ部分をこれに対応する改正後欄に掲げる規定の破線で囲んだ部分のように改め、 改正前欄及び改正後欄に対応して掲げるその標記部分に二重傍線を付した規定（以下【この条において】「対象規定」という。）は、 当該対象規定を改正後欄に掲げるもののように改め、 改正前欄に掲げる【対象規定】で改正後欄にこれに対応するものを掲げていないものは、これを削り、 改正後欄に掲げる【対象規定】で改正前欄にこれに対応するものを掲げていないものは、これを加える。 \| 次の表により、 改正前欄に掲げる規定の破線で囲んだ部分をこれに対応する改正後欄に掲げる規定の破線で囲んだ部分のように改め、 改正前欄及び改正後欄に対応して掲げるその標記部分に二重傍線を付した規定（以下【この条において】「対象規定」という。）は、 当該対象規定を改正後欄に掲げるもののように改め、 改正前欄に掲げる【対象規定】で改正後欄にこれに対応するものを掲げていないものは、これを削り、 改正後欄に掲げる【対象規定】で改正前欄にこれに対応するものを掲げていないものは、これを加える。 \| \| \| ○ \| ○ \| \| ○ \| \| 次の表により、 改正前欄に掲げる規定の破線で囲んだ部分をこれに対応する改正後欄に掲げる規定の破線で囲んだ部分のように改め、 改正前欄及び改正後欄に対応して掲げるその標記部分に二重傍線を付した規定（以下【この条において】「対象規定」という。）は、 当該対象規定を改正後欄に掲げるもののように改め、 改正前欄に掲げる【対象規定】で改正後欄にこれに対応するものを掲げていないものは、これを削る。 \| 次の表により、 改正前欄に掲げる規定の破線で囲んだ部分をこれに対応する改正後欄に掲げる規定の破線で囲んだ部分のように改め、 改正前欄及び改正後欄に対応して掲げるその標記部分に二重傍線を付した規定（以下【この条において】「対象規定」という。）は、 当該対象規定を改正後欄に掲げるもののように改め、 改正前欄に掲げる【対象規定】で改正後欄にこれに対応するものを掲げていないものは、これを削る。 \| \| \| ○ \| ○ \| \| \| ○ \| 次の表により、 改正前欄に掲げる規定の破線で囲んだ部分をこれに対応する改正後欄に掲げる規定の破線で囲んだ部分のように改め、 改正前欄及び改正後欄に対応して掲げるその標記部分に二重傍線を付した規定（以下【この条において】「対象規定」という。）は、 当該対象規定を改正後欄に掲げるもののように改め、 改正後欄に掲げる【対象規定】で改正前欄にこれに対応するものを掲げていないものは、これを加える。 \| 次の表により、 改正前欄に掲げる規定の破線で囲んだ部分をこれに対応する改正後欄に掲げる規定の破線で囲んだ部分のように改め、 改正前欄及び改正後欄に対応して掲げるその標記部分に二重傍線を付した規定（以下【この条において】「対象規定」という。）は、 当該対象規定を改正後欄に掲げるもののように改め、 改正後欄に掲げる【対象規定】で改正前欄にこれに対応するものを掲げていないものは、これを加える。 \| \| \| ○ \| ○ \| \| \| \| 次の表により、 改正前欄に掲げる規定の破線で囲んだ部分をこれに対応する改正後欄に掲げる規定の破線で囲んだ部分のように改め、 改正前欄及び改正後欄に対応して掲げるその標記部分に二重傍線を付した規定（以下【この条において】「対象規定」という。）は、 当該対象規定を改正後欄に掲げるもののように改める。 \| 次の表により、 改正前欄に掲げる規定の破線で囲んだ部分をこれに対応する改正後欄に掲げる規定の破線で囲んだ部分のように改め、 改正前欄及び改正後欄に対応して掲げるその標記部分に二重傍線を付した規定（以下【この条において】「対象規定」という。）は、 当該対象規定を改正後欄に掲げるもののように改める。 \| \| \| ○ \| \| ○ \| ○ \| ○ \| 次の表により、 改正前欄に掲げる規定の破線で囲んだ部分をこれに対応する改正後欄に掲げる規定の破線で囲んだ部分のように改め、 改正前欄及び改正後欄に対応して掲げるその標記部分に二重傍線を付した規定（以下【この条において】「対象規定」という。）は、 改正前欄に掲げる対象規定を改正後欄に掲げる対象規定として移動し、 改正前欄に掲げる【対象規定】で改正後欄にこれに対応するものを掲げていないものは、これを削り、 改正後欄に掲げる【対象規定】で改正前欄にこれに対応するものを掲げていないものは、これを加える。 \| 次の表により、 改正前欄に掲げる規定の破線で囲んだ部分をこれに対応する改正後欄に掲げる規定の破線で囲んだ部分のように改め、 改正前欄及び改正後欄に対応して掲げるその標記部分に二重傍線を付した規定（以下【この条において】「対象規定」という。）は、 改正前欄に掲げる対象規定を改正後欄に掲げる対象規定として移動し、 改正前欄に掲げる【対象規定】で改正後欄にこれに対応するものを掲げていないものは、これを削り、 改正後欄に掲げる【対象規定】で改正前欄にこれに対応するものを掲げていないものは、これを加える。 \| \| \| ○ \| \| ○ \| ○ \| \| 次の表により、 改正前欄に掲げる規定の破線で囲んだ部分をこれに対応する改正後欄に掲げる規定の破線で囲んだ部分のように改め、 改正前欄及び改正後欄に対応して掲げるその標記部分に二重傍線を付した規定（以下【この条において】「対象規定」という。）は、 改正前欄に掲げる対象規定を改正後欄に掲げる対象規定として移動し、 改正前欄に掲げる【対象規定】で改正後欄にこれに対応するものを掲げていないものは、これを削る。 \| 次の表により、 改正前欄に掲げる規定の破線で囲んだ部分をこれに対応する改正後欄に掲げる規定の破線で囲んだ部分のように改め、 改正前欄及び改正後欄に対応して掲げるその標記部分に二重傍線を付した規定（以下【この条において】「対象規定」という。）は、 改正前欄に掲げる対象規定を改正後欄に掲げる対象規定として移動し、 改正前欄に掲げる【対象規定】で改正後欄にこれに対応するものを掲げていないものは、これを削る。 \| \| \| ○ \| \| ○ \| \| ○ \| 次の表により、 改正前欄に掲げる規定の破線で囲んだ部分をこれに対応する改正後欄に掲げる規定の破線で囲んだ部分のように改め、 改正前欄及び改正後欄に対応して掲げるその標記部分に二重傍線を付した規定（以下【この条において】「対象規定」という。）は、 改正前欄に掲げる対象規定を改正後欄に掲げる対象規定として移動し、 改正後欄に掲げる【対象規定】で改正前欄にこれに対応するものを掲げていないものは、これを加える。 \| 次の表により、 改正前欄に掲げる規定の破線で囲んだ部分をこれに対応する改正後欄に掲げる規定の破線で囲んだ部分のように改め、 改正前欄及び改正後欄に対応して掲げるその標記部分に二重傍線を付した規定（以下【この条において】「対象規定」という。）は、 改正前欄に掲げる対象規定を改正後欄に掲げる対象規定として移動し、 改正後欄に掲げる【対象規定】で改正前欄にこれに対応するものを掲げていないものは、これを加える。 \| \| \| ○ \| \| ○ \| \| \| 次の表により、 改正前欄に掲げる規定の破線で囲んだ部分をこれに対応する改正後欄に掲げる規定の破線で囲んだ部分のように改め、 改正前欄及び改正後欄に対応して掲げるその標記部分に二重傍線を付した規定（以下【この条において】「対象規定」という。）は、 改正前欄に掲げる対象規定を改正後欄に掲げる対象規定として移動する。 \| 次の表により、 改正前欄に掲げる規定の破線で囲んだ部分をこれに対応する改正後欄に掲げる規定の破線で囲んだ部分のように改め、 改正前欄及び改正後欄に対応して掲げるその標記部分に二重傍線を付した規定（以下【この条において】「対象規定」という。）は、 改正前欄に掲げる対象規定を改正後欄に掲げる対象規定として移動する。 \| \| \| ○ \| \| \| ○ \| ○ \| 次の表により、 改正前欄に掲げる規定の破線で囲んだ部分をこれに対応する改正後欄に掲げる規定の破線で囲んだ部分のように改め、 改正前欄に掲げるその標記部分に二重傍線を付した規定（以下【この条において】「対象規定」という。）は、これを削り、 改正後欄に掲げる対象規定は、これを加える。 \| 次の表により、 改正前欄に掲げる規定の破線で囲んだ部分をこれに対応する改正後欄に掲げる規定の破線で囲んだ部分のように改め、 改正前欄に掲げるその標記部分に二重傍線を付した規定（以下【この条において】「対象規定」という。）は、これを削り、 改正後欄に掲げる対象規定は、これを加える。 \| \| \| ○ \| \| \| ○ \| \| 次の表により、 改正前欄に掲げる規定の破線で囲んだ部分をこれに対応する改正後欄に掲げる規定の破線で囲んだ部分のように改め、 改正前欄に掲げるその標記部分に二重傍線を付した規定を削る。 \| 次の表により、 改正前欄に掲げる規定の破線で囲んだ部分をこれに対応する改正後欄に掲げる規定の破線で囲んだ部分のように改め、 改正前欄に掲げるその標記部分に二重傍線を付した規定を削る。 \| \| \| ○ \| \| \| \| ○ \| 次の表により、 改正前欄に掲げる規定の破線で囲んだ部分をこれに対応する改正後欄に掲げる規定の破線で囲んだ部分のように改め、 改正後欄に掲げるその標記部分に二重傍線を付した規定を加える。 \| 次の表により、 改正前欄に掲げる規定の破線で囲んだ部分をこれに対応する改正後欄に掲げる規定の破線で囲んだ部分のように改め、 改正後欄に掲げるその標記部分に二重傍線を付した規定を加える。 \| \| \| ○ \| \| \| \| \| 次の表により、 改正前欄に掲げる規定の破線で囲んだ部分をこれに対応する改正後欄に掲げる規定の破線で囲んだ部分のように改める。 \| 次の表により、 改正前欄に掲げる規定の破線で囲んだ部分をこれに対応する改正後欄に掲げる規定の破線で囲んだ部分のように改める。 \| \| \| \| ○ \| ○ \| ○ \| ○ \| 次の表により、 改正前欄及び改正後欄に対応して掲げるその標記部分に二重傍線を付した規定（以下【この条において】「対象規定」という。）は、 その標記部分が同一のものは当該対象規定を改正後欄に掲げるもののように改め、 その標記部分が異なるものは改正前欄に掲げる対象規定を改正後欄に掲げる対象規定として移動し、 改正前欄に掲げる【対象規定】で改正後欄にこれに対応するものを掲げていないものは、これを削り、 改正後欄に掲げる【対象規定】で改正前欄にこれに対応するものを掲げていないものは、これを加える。 \| 次の表により、 改正前欄及び改正後欄に対応して掲げるその標記部分に二重傍線を付した規定（以下【この条において】「対象規定」という。）は、 その標記部分が同一のものは当該対象規定を改正後欄に掲げるもののように改め、 その標記部分が異なるものは改正前欄に掲げる対象規定を改正後欄に掲げる対象規定として移動し、 改正前欄に掲げる【対象規定】で改正後欄にこれに対応するものを掲げていないものは、これを削り、 改正後欄に掲げる【対象規定】で改正前欄にこれに対応するものを掲げていないものは、これを加える。 \| \| \| \| ○ \| ○ \| ○ \| \| 次の表により、 改正前欄及び改正後欄に対応して掲げるその標記部分に二重傍線を付した規定（以下【この条において】「対象規定」という。）は、 その標記部分が同一のものは当該対象規定を改正後欄に掲げるもののように改め、 その標記部分が異なるものは改正前欄に掲げる対象規定を改正後欄に掲げる対象規定として移動し、 改正前欄に掲げる【対象規定】で改正後欄にこれに対応するものを掲げていないものは、これを削る。 \| 次の表により、 改正前欄及び改正後欄に対応して掲げるその標記部分に二重傍線を付した規定（以下【この条において】「対象規定」という。）は、 その標記部分が同一のものは当該対象規定を改正後欄に掲げるもののように改め、 その標記部分が異なるものは改正前欄に掲げる対象規定を改正後欄に掲げる対象規定として移動し、 改正前欄に掲げる【対象規定】で改正後欄にこれに対応するものを掲げていないものは、これを削る。 \| \| \| \| ○ \| ○ \| \| ○ \| 次の表により、 改正前欄及び改正後欄に対応して掲げるその標記部分に二重傍線を付した規定（以下【この条において】「対象規定」という。）は、 その標記部分が同一のものは当該対象規定を改正後欄に掲げるもののように改め、 その標記部分が異なるものは改正前欄に掲げる対象規定を改正後欄に掲げる対象規定として移動し、 改正後欄に掲げる【対象規定】で改正前欄にこれに対応するものを掲げていないものは、これを加える。 \| 次の表により、 改正前欄及び改正後欄に対応して掲げるその標記部分に二重傍線を付した規定（以下【この条において】「対象規定」という。）は、 その標記部分が同一のものは当該対象規定を改正後欄に掲げるもののように改め、 その標記部分が異なるものは改正前欄に掲げる対象規定を改正後欄に掲げる対象規定として移動し、 改正後欄に掲げる【対象規定】で改正前欄にこれに対応するものを掲げていないものは、これを加える。 \| \| \| \| ○ \| ○ \| \| \| 次の表により、 改正前欄及び改正後欄に対応して掲げるその標記部分に二重傍線を付した規定（以下【この条において】「対象規定」という。）は、 その標記部分が同一のものは当該対象規定を改正後欄に掲げるもののように改め、 その標記部分が異なるものは改正前欄に掲げる対象規定を改正後欄に掲げる対象規定として移動する。 ※この類型の改正は基本的に想定されない。 \| 次の表により、 改正前欄及び改正後欄に対応して掲げるその標記部分に二重傍線を付した規定（以下【この条において】「対象規定」という。）は、 その標記部分が同一のものは当該対象規定を改正後欄に掲げるもののように改め、 その標記部分が異なるものは改正前欄に掲げる対象規定を改正後欄に掲げる対象規定として移動する。 ※この類型の改正は基本的に想定されない。 \| \| \| \| ○ \| \| ○ \| ○ \| 次の表により、 改正前欄及び改正後欄に対応して掲げるその標記部分に二重傍線を付した規定（以下【この条において】「対象規定」という。）は、 当該対象規定を改正後欄に掲げるもののように改め、 改正前欄に掲げる【対象規定】で改正後欄にこれに対応するものを掲げていないものは、これを削り、 改正後欄に掲げる【対象規定】で改正前欄にこれに対応するものを掲げていないものは、これを加える。 \| 次の表により、 改正前欄及び改正後欄に対応して掲げるその標記部分に二重傍線を付した規定（以下【この条において】「対象規定」という。）は、 当該対象規定を改正後欄に掲げるもののように改め、 改正前欄に掲げる【対象規定】で改正後欄にこれに対応するものを掲げていないものは、これを削り、 改正後欄に掲げる【対象規定】で改正前欄にこれに対応するものを掲げていないものは、これを加える。 \| \| \| \| ○ \| \| ○ \| \| 次の表により、 改正前欄及び改正後欄に対応して掲げるその標記部分に二重傍線を付した規定（以下【この条において】「対象規定」という。）は、 当該対象規定を改正後欄に掲げるもののように改め、 改正前欄に掲げる【対象規定】で改正後欄にこれに対応するものを掲げていないものは、これを削る。 \| 次の表により、 改正前欄及び改正後欄に対応して掲げるその標記部分に二重傍線を付した規定（以下【この条において】「対象規定」という。）は、 当該対象規定を改正後欄に掲げるもののように改め、 改正前欄に掲げる【対象規定】で改正後欄にこれに対応するものを掲げていないものは、これを削る。 \| \| \| \| ○ \| \| \| ○ \| 次の表により、 改正前欄及び改正後欄に対応して掲げるその標記部分に二重傍線を付した規定（以下【この条において】「対象規定」という。）は、 当該対象規定を改正後欄に掲げるもののように改め、 改正後欄に掲げる【対象規定】で改正前欄にこれに対応するものを掲げていないものは、これを加える。 \| 次の表により、 改正前欄及び改正後欄に対応して掲げるその標記部分に二重傍線を付した規定（以下【この条において】「対象規定」という。）は、 当該対象規定を改正後欄に掲げるもののように改め、 改正後欄に掲げる【対象規定】で改正前欄にこれに対応するものを掲げていないものは、これを加える。 \| \| \| \| ○ \| \| \| \| 次の表により、 改正前欄及び改正後欄に対応して掲げるその標記部分に二重傍線を付した規定（以下【この条において】「対象規定」という。）は、 当該対象規定を改正後欄に掲げるもののように改める。 \| 次の表により、 改正前欄及び改正後欄に対応して掲げるその標記部分に二重傍線を付した規定（以下【この条において】「対象規定」という。）は、 当該対象規定を改正後欄に掲げるもののように改める。 \| \| \| \| \| ○ \| ○ \| ○ \| 次の表により、 改正前欄及び改正後欄に対応して掲げるその標記部分に二重傍線を付した規定（以下【この条において】「対象規定」という。）は、 改正前欄に掲げる対象規定を改正後欄に掲げる対象規定として移動し、 改正前欄に掲げる【対象規定】で改正後欄にこれに対応するものを掲げていないものは、これを削り、 改正後欄に掲げる【対象規定】で改正前欄にこれに対応するものを掲げていないものは、これを加える。 \| 次の表により、 改正前欄及び改正後欄に対応して掲げるその標記部分に二重傍線を付した規定（以下【この条において】「対象規定」という。）は、 改正前欄に掲げる対象規定を改正後欄に掲げる対象規定として移動し、 改正前欄に掲げる【対象規定】で改正後欄にこれに対応するものを掲げていないものは、これを削り、 改正後欄に掲げる【対象規定】で改正前欄にこれに対応するものを掲げていないものは、これを加える。 \| \| \| \| \| ○ \| ○ \| \| 次の表により、 改正前欄及び改正後欄に対応して掲げるその標記部分に二重傍線を付した規定（以下【この条において】「対象規定」という。）は、 改正前欄に掲げる対象規定を改正後欄に掲げる対象規定として移動し、 改正前欄に掲げる【対象規定】で改正後欄にこれに対応するものを掲げていないものは、これを削る。 \| 次の表により、 改正前欄及び改正後欄に対応して掲げるその標記部分に二重傍線を付した規定（以下【この条において】「対象規定」という。）は、 改正前欄に掲げる対象規定を改正後欄に掲げる対象規定として移動し、 改正前欄に掲げる【対象規定】で改正後欄にこれに対応するものを掲げていないものは、これを削る。 \| \| \| \| \| ○ \| \| ○ \| 次の表により、 改正前欄及び改正後欄に対応して掲げるその標記部分に二重傍線を付した規定（以下【この条において】「対象規定」という。）は、 改正前欄に掲げる対象規定を改正後欄に掲げる対象規定として移動し、 改正後欄に掲げる【対象規定】で改正前欄にこれに対応するものを掲げていないものは、これを加える。 \| 次の表により、 改正前欄及び改正後欄に対応して掲げるその標記部分に二重傍線を付した規定（以下【この条において】「対象規定」という。）は、 改正前欄に掲げる対象規定を改正後欄に掲げる対象規定として移動し、 改正後欄に掲げる【対象規定】で改正前欄にこれに対応するものを掲げていないものは、これを加える。 \| \| \| \| \| ○ \| \| \| 次の表により、 改正前欄及び改正後欄に対応して掲げるその標記部分に二重傍線を付した規定（以下【この条において】「対象規定」という。）は、 改正前欄に掲げる対象規定を改正後欄に掲げる対象規定として移動する。 \| 次の表により、 改正前欄及び改正後欄に対応して掲げるその標記部分に二重傍線を付した規定（以下【この条において】「対象規定」という。）は、 改正前欄に掲げる対象規定を改正後欄に掲げる対象規定として移動する。 \| \| \| \| \| \| ○ \| ○ \| 次の表により、 改正前欄に掲げるその標記部分に二重傍線を付した規定（以下【この条において】「対象規定」という。）は、これを削り、 改正後欄に掲げる対象規定は、これを加える。 \| 次の表により、 改正前欄に掲げるその標記部分に二重傍線を付した規定（以下【この条において】「対象規定」という。）は、これを削り、 改正後欄に掲げる対象規定は、これを加える。 \| \| \| \| \| \| ○ \| \| 次の表により、 改正前欄に掲げるその標記部分に二重傍線を付した規定を削る。 \| 次の表により、 改正前欄に掲げるその標記部分に二重傍線を付した規定を削る。 \| \| \| \| \| \| \| ○ \| 次の表により、 改正後欄に掲げるその標記部分に二重傍線を付した規定を加える。 \| 次の表により、 改正後欄に掲げるその標記部分に二重傍線を付した規定を加える。 \| |   |   |   |   |   | | |
| ① | ② | ③ | ④ | ⑤ | ⑥ | ≪凡例≫ ①字句改正、②破線改正、③規定の全部改正、④規定の移動、⑤規定の廃止、⑥規定の追加 1. 【順次】は、同一の改正表中に複数の傍線等がある場合に記載する。 2. 【この条において】は、複数条に分けて改正をする場合に記載。 3. 「共通見出し」を削り、又は付する改正が含まれる場合は、【対象規定】の次に「及び二重傍線を付した共通見出し」と記載する。 | ≪凡例≫ ①字句改正、②破線改正、③規定の全部改正、④規定の移動、⑤規定の廃止、⑥規定の追加 1. 【順次】は、同一の改正表中に複数の傍線等がある場合に記載する。 2. 【この条において】は、複数条に分けて改正をする場合に記載。 3. 「共通見出し」を削り、又は付する改正が含まれる場合は、【対象規定】の次に「及び二重傍線を付した共通見出し」と記載する。 |
| ○ | ○ | ○ | ○ | ○ | ○ | 次の表により、 改正前欄に掲げる規定の傍線を付し又は破線で囲んだ部分をこれに【順次】対応する改正後欄に掲げる規定の傍線を付し又は破線で囲んだ部分のように改め、 改正前欄及び改正後欄に対応して掲げるその標記部分に二重傍線を付した規定（以下【この条において】「対象規定」という。）は、 その標記部分が同一のものは当該対象規定を改正後欄に掲げるもののように改め、 その標記部分が異なるものは改正前欄に掲げる対象規定を改正後欄に掲げる対象規定として移動し、 改正前欄に掲げる【対象規定】で改正後欄にこれに対応するものを掲げていないものは、これを削り、 改正後欄に掲げる【対象規定】で改正前欄にこれに対応するものを掲げていないものは、これを加える。 | 次の表により、 改正前欄に掲げる規定の傍線を付し又は破線で囲んだ部分をこれに【順次】対応する改正後欄に掲げる規定の傍線を付し又は破線で囲んだ部分のように改め、 改正前欄及び改正後欄に対応して掲げるその標記部分に二重傍線を付した規定（以下【この条において】「対象規定」という。）は、 その標記部分が同一のものは当該対象規定を改正後欄に掲げるもののように改め、 その標記部分が異なるものは改正前欄に掲げる対象規定を改正後欄に掲げる対象規定として移動し、 改正前欄に掲げる【対象規定】で改正後欄にこれに対応するものを掲げていないものは、これを削り、 改正後欄に掲げる【対象規定】で改正前欄にこれに対応するものを掲げていないものは、これを加える。 |
| ○ | ○ | ○ | ○ | ○ |   | 次の表により、 改正前欄に掲げる規定の傍線を付し又は破線で囲んだ部分をこれに【順次】対応する改正後欄に掲げる規定の傍線を付し又は破線で囲んだ部分のように改め、 改正前欄及び改正後欄に対応して掲げるその標記部分に二重傍線を付した規定（以下【この条において】「対象規定」という。）は、 その標記部分が同一のものは当該対象規定を改正後欄に掲げるもののように改め、 その標記部分が異なるものは改正前欄に掲げる対象規定を改正後欄に掲げる対象規定として移動し、 改正前欄に掲げる【対象規定】で改正後欄にこれに対応するものを掲げていないものは、これを削る。                                                                                                | 次の表により、 改正前欄に掲げる規定の傍線を付し又は破線で囲んだ部分をこれに【順次】対応する改正後欄に掲げる規定の傍線を付し又は破線で囲んだ部分のように改め、 改正前欄及び改正後欄に対応して掲げるその標記部分に二重傍線を付した規定（以下【この条において】「対象規定」という。）は、 その標記部分が同一のものは当該対象規定を改正後欄に掲げるもののように改め、 その標記部分が異なるものは改正前欄に掲げる対象規定を改正後欄に掲げる対象規定として移動し、 改正前欄に掲げる【対象規定】で改正後欄にこれに対応するものを掲げていないものは、これを削る。                                                                                                |
| ○ | ○ | ○ | ○ |   | ○ | 次の表により、 改正前欄に掲げる規定の傍線を付し又は破線で囲んだ部分をこれに【順次】対応する改正後欄に掲げる規定の傍線を付し又は破線で囲んだ部分のように改め、 改正前欄及び改正後欄に対応して掲げるその標記部分に二重傍線を付した規定（以下【この条において】「対象規定」という。）は、 その標記部分が同一のものは当該対象規定を改正後欄に掲げるもののように改め、 その標記部分が異なるものは改正前欄に掲げる対象規定を改正後欄に掲げる対象規定として移動し、 改正後欄に掲げる【対象規定】で改正前欄にこれに対応するものを掲げていないものは、これを加える。                                                                                              | 次の表により、 改正前欄に掲げる規定の傍線を付し又は破線で囲んだ部分をこれに【順次】対応する改正後欄に掲げる規定の傍線を付し又は破線で囲んだ部分のように改め、 改正前欄及び改正後欄に対応して掲げるその標記部分に二重傍線を付した規定（以下【この条において】「対象規定」という。）は、 その標記部分が同一のものは当該対象規定を改正後欄に掲げるもののように改め、 その標記部分が異なるものは改正前欄に掲げる対象規定を改正後欄に掲げる対象規定として移動し、 改正後欄に掲げる【対象規定】で改正前欄にこれに対応するものを掲げていないものは、これを加える。                                                                                              |
| ○ | ○ | ○ | ○ |   |   | 次の表により、 改正前欄に掲げる規定の傍線を付し又は破線で囲んだ部分をこれに【順次】対応する改正後欄に掲げる規定の傍線を付し又は破線で囲んだ部分のように改め、 改正前欄及び改正後欄に対応して掲げるその標記部分に二重傍線を付した規定（以下【この条において】「対象規定」という。）は、 その標記部分が同一のものは当該対象規定を改正後欄に掲げるもののように改め、 その標記部分が異なるものは改正前欄に掲げる対象規定を改正後欄に掲げる対象規定として移動する。 | 次の表により、 改正前欄に掲げる規定の傍線を付し又は破線で囲んだ部分をこれに【順次】対応する改正後欄に掲げる規定の傍線を付し又は破線で囲んだ部分のように改め、 改正前欄及び改正後欄に対応して掲げるその標記部分に二重傍線を付した規定（以下【この条において】「対象規定」という。）は、 その標記部分が同一のものは当該対象規定を改正後欄に掲げるもののように改め、 その標記部分が異なるものは改正前欄に掲げる対象規定を改正後欄に掲げる対象規定として移動する。 |
| ○ | ○ | ○ |   | ○ | ○ | 次の表により、 改正前欄に掲げる規定の傍線を付し又は破線で囲んだ部分をこれに【順次】対応する改正後欄に掲げる規定の傍線を付し又は破線で囲んだ部分のように改め、 改正前欄及び改正後欄に対応して掲げるその標記部分に二重傍線を付した規定（以下【この条において】「対象規定」という。）は、 当該対象規定を改正後欄に掲げるもののように改め、 改正前欄に掲げる【対象規定】で改正後欄にこれに対応するものを掲げていないものは、これを削り、 改正後欄に掲げる【対象規定】で改正前欄にこれに対応するものを掲げていないものは、これを加える。 | 次の表により、 改正前欄に掲げる規定の傍線を付し又は破線で囲んだ部分をこれに【順次】対応する改正後欄に掲げる規定の傍線を付し又は破線で囲んだ部分のように改め、 改正前欄及び改正後欄に対応して掲げるその標記部分に二重傍線を付した規定（以下【この条において】「対象規定」という。）は、 当該対象規定を改正後欄に掲げるもののように改め、 改正前欄に掲げる【対象規定】で改正後欄にこれに対応するものを掲げていないものは、これを削り、 改正後欄に掲げる【対象規定】で改正前欄にこれに対応するものを掲げていないものは、これを加える。 |
| ○ | ○ | ○ |   | ○ |   | 次の表により、 改正前欄に掲げる規定の傍線を付し又は破線で囲んだ部分をこれに【順次】対応する改正後欄に掲げる規定の傍線を付し又は破線で囲んだ部分のように改め、 改正前欄及び改正後欄に対応して掲げるその標記部分に二重傍線を付した規定（以下【この条において】「対象規定」という。）は、 当該対象規定を改正後欄に掲げるもののように改め、 改正前欄に掲げる【対象規定】で改正後欄にこれに対応するものを掲げていないものは、これを削る。 | 次の表により、 改正前欄に掲げる規定の傍線を付し又は破線で囲んだ部分をこれに【順次】対応する改正後欄に掲げる規定の傍線を付し又は破線で囲んだ部分のように改め、 改正前欄及び改正後欄に対応して掲げるその標記部分に二重傍線を付した規定（以下【この条において】「対象規定」という。）は、 当該対象規定を改正後欄に掲げるもののように改め、 改正前欄に掲げる【対象規定】で改正後欄にこれに対応するものを掲げていないものは、これを削る。 |
| ○ | ○ | ○ |   |   | ○ | 次の表により、 改正前欄に掲げる規定の傍線を付し又は破線で囲んだ部分をこれに【順次】対応する改正後欄に掲げる規定の傍線を付し又は破線で囲んだ部分のように改め、 改正前欄及び改正後欄に対応して掲げるその標記部分に二重傍線を付した規定（以下【この条において】「対象規定」という。）は、 当該対象規定を改正後欄に掲げるもののように改め、 改正後欄に掲げる【対象規定】で改正前欄にこれに対応するものを掲げていないものは、これを加える。 | 次の表により、 改正前欄に掲げる規定の傍線を付し又は破線で囲んだ部分をこれに【順次】対応する改正後欄に掲げる規定の傍線を付し又は破線で囲んだ部分のように改め、 改正前欄及び改正後欄に対応して掲げるその標記部分に二重傍線を付した規定（以下【この条において】「対象規定」という。）は、 当該対象規定を改正後欄に掲げるもののように改め、 改正後欄に掲げる【対象規定】で改正前欄にこれに対応するものを掲げていないものは、これを加える。 |
| ○ | ○ | ○ |   |   |   | 次の表により、 改正前欄に掲げる規定の傍線を付し又は破線で囲んだ部分をこれに【順次】対応する改正後欄に掲げる規定の傍線を付し又は破線で囲んだ部分のように改め、 改正前欄及び改正後欄に対応して掲げるその標記部分に二重傍線を付した規定（以下【この条において】「対象規定」という。）は、 当該対象規定を改正後欄に掲げるもののように改める。 | 次の表により、 改正前欄に掲げる規定の傍線を付し又は破線で囲んだ部分をこれに【順次】対応する改正後欄に掲げる規定の傍線を付し又は破線で囲んだ部分のように改め、 改正前欄及び改正後欄に対応して掲げるその標記部分に二重傍線を付した規定（以下【この条において】「対象規定」という。）は、 当該対象規定を改正後欄に掲げるもののように改める。 |
| ○ | ○ |   | ○ | ○ | ○ | 次の表により、 改正前欄に掲げる規定の傍線を付し又は破線で囲んだ部分をこれに【順次】対応する改正後欄に掲げる規定の傍線を付し又は破線で囲んだ部分のように改め、 改正前欄及び改正後欄に対応して掲げるその標記部分に二重傍線を付した規定（以下【この条において】「対象規定」という。）は、 改正前欄に掲げる対象規定を改正後欄に掲げる対象規定として移動し、 改正前欄に掲げる【対象規定】で改正後欄にこれに対応するものを掲げていないものは、これを削り、 改正後欄に掲げる【対象規定】で改正前欄にこれに対応するものを掲げていないものは、これを加える。 | 次の表により、 改正前欄に掲げる規定の傍線を付し又は破線で囲んだ部分をこれに【順次】対応する改正後欄に掲げる規定の傍線を付し又は破線で囲んだ部分のように改め、 改正前欄及び改正後欄に対応して掲げるその標記部分に二重傍線を付した規定（以下【この条において】「対象規定」という。）は、 改正前欄に掲げる対象規定を改正後欄に掲げる対象規定として移動し、 改正前欄に掲げる【対象規定】で改正後欄にこれに対応するものを掲げていないものは、これを削り、 改正後欄に掲げる【対象規定】で改正前欄にこれに対応するものを掲げていないものは、これを加える。 |
| ○ | ○ |   | ○ | ○ |   | 次の表により、 改正前欄に掲げる規定の傍線を付し又は破線で囲んだ部分をこれに【順次】対応する改正後欄に掲げる規定の傍線を付し又は破線で囲んだ部分のように改め、 改正前欄及び改正後欄に対応して掲げるその標記部分に二重傍線を付した規定（以下【この条において】「対象規定」という。）は、 改正前欄に掲げる対象規定を改正後欄に掲げる対象規定として移動し、 改正前欄に掲げる【対象規定】で改正後欄にこれに対応するものを掲げていないものは、これを削る。 | 次の表により、 改正前欄に掲げる規定の傍線を付し又は破線で囲んだ部分をこれに【順次】対応する改正後欄に掲げる規定の傍線を付し又は破線で囲んだ部分のように改め、 改正前欄及び改正後欄に対応して掲げるその標記部分に二重傍線を付した規定（以下【この条において】「対象規定」という。）は、 改正前欄に掲げる対象規定を改正後欄に掲げる対象規定として移動し、 改正前欄に掲げる【対象規定】で改正後欄にこれに対応するものを掲げていないものは、これを削る。 |
| ○ | ○ |   | ○ |   | ○ | 次の表により、 改正前欄に掲げる規定の傍線を付し又は破線で囲んだ部分をこれに【順次】対応する改正後欄に掲げる規定の傍線を付し又は破線で囲んだ部分のように改め、 改正前欄及び改正後欄に対応して掲げるその標記部分に二重傍線を付した規定（以下【この条において】「対象規定」という。）は、 改正前欄に掲げる対象規定を改正後欄に掲げる対象規定として移動し、 改正後欄に掲げる【対象規定】で改正前欄にこれに対応するものを掲げていないものは、これを加える。 | 次の表により、 改正前欄に掲げる規定の傍線を付し又は破線で囲んだ部分をこれに【順次】対応する改正後欄に掲げる規定の傍線を付し又は破線で囲んだ部分のように改め、 改正前欄及び改正後欄に対応して掲げるその標記部分に二重傍線を付した規定（以下【この条において】「対象規定」という。）は、 改正前欄に掲げる対象規定を改正後欄に掲げる対象規定として移動し、 改正後欄に掲げる【対象規定】で改正前欄にこれに対応するものを掲げていないものは、これを加える。 |
| ○ | ○ |   | ○ |   |   | 次の表により、 改正前欄に掲げる規定の傍線を付し又は破線で囲んだ部分をこれに【順次】対応する改正後欄に掲げる規定の傍線を付し又は破線で囲んだ部分のように改め、 改正前欄及び改正後欄に対応して掲げるその標記部分に二重傍線を付した規定（以下【この条において】「対象規定」という。）は、 改正前欄に掲げる対象規定を改正後欄に掲げる対象規定として移動する。 | 次の表により、 改正前欄に掲げる規定の傍線を付し又は破線で囲んだ部分をこれに【順次】対応する改正後欄に掲げる規定の傍線を付し又は破線で囲んだ部分のように改め、 改正前欄及び改正後欄に対応して掲げるその標記部分に二重傍線を付した規定（以下【この条において】「対象規定」という。）は、 改正前欄に掲げる対象規定を改正後欄に掲げる対象規定として移動する。 |
| ○ | ○ |   |   | ○ | ○ | 次の表により、 改正前欄に掲げる規定の傍線を付し又は破線で囲んだ部分をこれに【順次】対応する改正後欄に掲げる規定の傍線を付し又は破線で囲んだ部分のように改め、 改正前欄に掲げるその標記部分に二重傍線を付した規定（以下【この条において】「対象規定」という。）は、これを削り、 改正後欄に掲げる対象規定は、これを加える。 | 次の表により、 改正前欄に掲げる規定の傍線を付し又は破線で囲んだ部分をこれに【順次】対応する改正後欄に掲げる規定の傍線を付し又は破線で囲んだ部分のように改め、 改正前欄に掲げるその標記部分に二重傍線を付した規定（以下【この条において】「対象規定」という。）は、これを削り、 改正後欄に掲げる対象規定は、これを加える。 |
| ○ | ○ |   |   | ○ |   | 次の表により、 改正前欄に掲げる規定の傍線を付し又は破線で囲んだ部分をこれに【順次】対応する改正後欄に掲げる規定の傍線を付し又は破線で囲んだ部分のように改め、 改正前欄に掲げるその標記部分に二重傍線を付した規定を削る。 | 次の表により、 改正前欄に掲げる規定の傍線を付し又は破線で囲んだ部分をこれに【順次】対応する改正後欄に掲げる規定の傍線を付し又は破線で囲んだ部分のように改め、 改正前欄に掲げるその標記部分に二重傍線を付した規定を削る。 |
| ○ | ○ |   |   |   | ○ | 次の表により、 改正前欄に掲げる規定の傍線を付し又は破線で囲んだ部分をこれに【順次】対応する改正後欄に掲げる規定の傍線を付し又は破線で囲んだ部分のように改め、 改正後欄に掲げるその標記部分に二重傍線を付した規定を加える。 | 次の表により、 改正前欄に掲げる規定の傍線を付し又は破線で囲んだ部分をこれに【順次】対応する改正後欄に掲げる規定の傍線を付し又は破線で囲んだ部分のように改め、 改正後欄に掲げるその標記部分に二重傍線を付した規定を加える。 |
| ○ | ○ |   |   |   |   | 次の表により、 改正前欄に掲げる規定の傍線を付し又は破線で囲んだ部分をこれに【順次】対応する改正後欄に掲げる規定の傍線を付し又は破線で囲んだ部分のように改める。 | 次の表により、 改正前欄に掲げる規定の傍線を付し又は破線で囲んだ部分をこれに【順次】対応する改正後欄に掲げる規定の傍線を付し又は破線で囲んだ部分のように改める。 |
| ○ |   | ○ | ○ | ○ | ○ | 次の表により、 改正前欄に掲げる規定の傍線を付した部分をこれに【順次】対応する改正後欄に掲げる規定の傍線を付した部分のように改め、 改正前欄及び改正後欄に対応して掲げるその標記部分に二重傍線を付した規定（以下【この条において】「対象規定」という。）は、 その標記部分が同一のものは当該対象規定を改正後欄に掲げるもののように改め、 その標記部分が異なるものは改正前欄に掲げる対象規定を改正後欄に掲げる対象規定として移動し、 改正前欄に掲げる【対象規定】で改正後欄にこれに対応するものを掲げていないものは、これを削り、 改正後欄に掲げる【対象規定】で改正前欄にこれに対応するものを掲げていないものは、これを加える。                             | 次の表により、 改正前欄に掲げる規定の傍線を付した部分をこれに【順次】対応する改正後欄に掲げる規定の傍線を付した部分のように改め、 改正前欄及び改正後欄に対応して掲げるその標記部分に二重傍線を付した規定（以下【この条において】「対象規定」という。）は、 その標記部分が同一のものは当該対象規定を改正後欄に掲げるもののように改め、 その標記部分が異なるものは改正前欄に掲げる対象規定を改正後欄に掲げる対象規定として移動し、 改正前欄に掲げる【対象規定】で改正後欄にこれに対応するものを掲げていないものは、これを削り、 改正後欄に掲げる【対象規定】で改正前欄にこれに対応するものを掲げていないものは、これを加える。                             |
| ○ |   | ○ | ○ | ○ |   | 次の表により、 改正前欄に掲げる規定の傍線を付した部分をこれに【順次】対応する改正後欄に掲げる規定の傍線を付した部分のように改め、 改正前欄及び改正後欄に対応して掲げるその標記部分に二重傍線を付した規定（以下【この条において】「対象規定」という。）は、 その標記部分が同一のものは当該対象規定を改正後欄に掲げるもののように改め、 その標記部分が異なるものは改正前欄に掲げる対象規定を改正後欄に掲げる対象規定として移動し、 改正前欄に掲げる【対象規定】で改正後欄にこれに対応するものを掲げていないものは、これを削る。 | 次の表により、 改正前欄に掲げる規定の傍線を付した部分をこれに【順次】対応する改正後欄に掲げる規定の傍線を付した部分のように改め、 改正前欄及び改正後欄に対応して掲げるその標記部分に二重傍線を付した規定（以下【この条において】「対象規定」という。）は、 その標記部分が同一のものは当該対象規定を改正後欄に掲げるもののように改め、 その標記部分が異なるものは改正前欄に掲げる対象規定を改正後欄に掲げる対象規定として移動し、 改正前欄に掲げる【対象規定】で改正後欄にこれに対応するものを掲げていないものは、これを削る。 |
| ○ |   | ○ | ○ |   | ○ | 次の表により、 改正前欄に掲げる規定の傍線を付した部分をこれに【順次】対応する改正後欄に掲げる規定の傍線を付した部分のように改め、 改正前欄及び改正後欄に対応して掲げるその標記部分に二重傍線を付した規定（以下【この条において】「対象規定」という。）は、 その標記部分が同一のものは当該対象規定を改正後欄に掲げるもののように改め、 その標記部分が異なるものは改正前欄に掲げる対象規定を改正後欄に掲げる対象規定として移動し、 改正後欄に掲げる【対象規定】で改正前欄にこれに対応するものを掲げていないものは、これを加える。 | 次の表により、 改正前欄に掲げる規定の傍線を付した部分をこれに【順次】対応する改正後欄に掲げる規定の傍線を付した部分のように改め、 改正前欄及び改正後欄に対応して掲げるその標記部分に二重傍線を付した規定（以下【この条において】「対象規定」という。）は、 その標記部分が同一のものは当該対象規定を改正後欄に掲げるもののように改め、 その標記部分が異なるものは改正前欄に掲げる対象規定を改正後欄に掲げる対象規定として移動し、 改正後欄に掲げる【対象規定】で改正前欄にこれに対応するものを掲げていないものは、これを加える。 |
| ○ |   | ○ | ○ |   |   | 次の表により、 改正前欄に掲げる規定の傍線を付した部分をこれに【順次】対応する改正後欄に掲げる規定の傍線を付した部分のように改め、 改正前欄及び改正後欄に対応して掲げるその標記部分に二重傍線を付した規定（以下【この条において】「対象規定」という。）は、 その標記部分が同一のものは当該対象規定を改正後欄に掲げるもののように改め、 その標記部分が異なるものは改正前欄に掲げる対象規定を改正後欄に掲げる対象規定として移動する。 | 次の表により、 改正前欄に掲げる規定の傍線を付した部分をこれに【順次】対応する改正後欄に掲げる規定の傍線を付した部分のように改め、 改正前欄及び改正後欄に対応して掲げるその標記部分に二重傍線を付した規定（以下【この条において】「対象規定」という。）は、 その標記部分が同一のものは当該対象規定を改正後欄に掲げるもののように改め、 その標記部分が異なるものは改正前欄に掲げる対象規定を改正後欄に掲げる対象規定として移動する。 |
| ○ |   | ○ |   | ○ | ○ | 次の表により、 改正前欄に掲げる規定の傍線を付した部分をこれに【順次】対応する改正後欄に掲げる規定の傍線を付した部分のように改め、 改正前欄及び改正後欄に対応して掲げるその標記部分に二重傍線を付した規定（以下【この条において】「対象規定」という。）は、 当該対象規定を改正後欄に掲げるもののように改め、 改正前欄に掲げる【対象規定】で改正後欄にこれに対応するものを掲げていないものは、これを削り、 改正後欄に掲げる【対象規定】で改正前欄にこれに対応するものを掲げていないものは、これを加える。 | 次の表により、 改正前欄に掲げる規定の傍線を付した部分をこれに【順次】対応する改正後欄に掲げる規定の傍線を付した部分のように改め、 改正前欄及び改正後欄に対応して掲げるその標記部分に二重傍線を付した規定（以下【この条において】「対象規定」という。）は、 当該対象規定を改正後欄に掲げるもののように改め、 改正前欄に掲げる【対象規定】で改正後欄にこれに対応するものを掲げていないものは、これを削り、 改正後欄に掲げる【対象規定】で改正前欄にこれに対応するものを掲げていないものは、これを加える。 |
| ○ |   | ○ |   | ○ |   | 次の表により、 改正前欄に掲げる規定の傍線を付した部分をこれに【順次】対応する改正後欄に掲げる規定の傍線を付した部分のように改め、 改正前欄及び改正後欄に対応して掲げるその標記部分に二重傍線を付した規定（以下【この条において】「対象規定」という。）は、 当該対象規定を改正後欄に掲げるもののように改め、 改正前欄に掲げる【対象規定】で改正後欄にこれに対応するものを掲げていないものは、これを削る。 | 次の表により、 改正前欄に掲げる規定の傍線を付した部分をこれに【順次】対応する改正後欄に掲げる規定の傍線を付した部分のように改め、 改正前欄及び改正後欄に対応して掲げるその標記部分に二重傍線を付した規定（以下【この条において】「対象規定」という。）は、 当該対象規定を改正後欄に掲げるもののように改め、 改正前欄に掲げる【対象規定】で改正後欄にこれに対応するものを掲げていないものは、これを削る。 |
| ○ |   | ○ |   |   | ○ | 次の表により、 改正前欄に掲げる規定の傍線を付した部分をこれに【順次】対応する改正後欄に掲げる規定の傍線を付した部分のように改め、 改正前欄及び改正後欄に対応して掲げるその標記部分に二重傍線を付した規定（以下【この条において】「対象規定」という。）は、 当該対象規定を改正後欄に掲げるもののように改め、 改正後欄に掲げる【対象規定】で改正前欄にこれに対応するものを掲げていないものは、これを加える。 | 次の表により、 改正前欄に掲げる規定の傍線を付した部分をこれに【順次】対応する改正後欄に掲げる規定の傍線を付した部分のように改め、 改正前欄及び改正後欄に対応して掲げるその標記部分に二重傍線を付した規定（以下【この条において】「対象規定」という。）は、 当該対象規定を改正後欄に掲げるもののように改め、 改正後欄に掲げる【対象規定】で改正前欄にこれに対応するものを掲げていないものは、これを加える。 |
| ○ |   | ○ |   |   |   | 次の表により、 改正前欄に掲げる規定の傍線を付した部分をこれに【順次】対応する改正後欄に掲げる規定の傍線を付した部分のように改め、 改正前欄及び改正後欄に対応して掲げるその標記部分に二重傍線を付した規定（以下【この条において】「対象規定」という。）は、 当該対象規定を改正後欄に掲げるもののように改める。 | 次の表により、 改正前欄に掲げる規定の傍線を付した部分をこれに【順次】対応する改正後欄に掲げる規定の傍線を付した部分のように改め、 改正前欄及び改正後欄に対応して掲げるその標記部分に二重傍線を付した規定（以下【この条において】「対象規定」という。）は、 当該対象規定を改正後欄に掲げるもののように改める。 |
| ○ |   |   | ○ | ○ | ○ | 次の表により、 改正前欄に掲げる規定の傍線を付した部分をこれに【順次】対応する改正後欄に掲げる規定の傍線を付した部分のように改め、 改正前欄及び改正後欄に対応して掲げるその標記部分に二重傍線を付した規定（以下【この条において】「対象規定」という。）は、 改正前欄に掲げる対象規定を改正後欄に掲げる対象規定として移動し、 改正前欄に掲げる【対象規定】で改正後欄にこれに対応するものを掲げていないものは、これを削り、 改正後欄に掲げる【対象規定】で改正前欄にこれに対応するものを掲げていないものは、これを加える。 | 次の表により、 改正前欄に掲げる規定の傍線を付した部分をこれに【順次】対応する改正後欄に掲げる規定の傍線を付した部分のように改め、 改正前欄及び改正後欄に対応して掲げるその標記部分に二重傍線を付した規定（以下【この条において】「対象規定」という。）は、 改正前欄に掲げる対象規定を改正後欄に掲げる対象規定として移動し、 改正前欄に掲げる【対象規定】で改正後欄にこれに対応するものを掲げていないものは、これを削り、 改正後欄に掲げる【対象規定】で改正前欄にこれに対応するものを掲げていないものは、これを加える。 |
| ○ |   |   | ○ | ○ |   | 次の表により、 改正前欄に掲げる規定の傍線を付した部分をこれに【順次】対応する改正後欄に掲げる規定の傍線を付した部分のように改め、 改正前欄及び改正後欄に対応して掲げるその標記部分に二重傍線を付した規定（以下【この条において】「対象規定」という。）は、 改正前欄に掲げる対象規定を改正後欄に掲げる対象規定として移動し、 改正前欄に掲げる【対象規定】で改正後欄にこれに対応するものを掲げていないものは、これを削る。 | 次の表により、 改正前欄に掲げる規定の傍線を付した部分をこれに【順次】対応する改正後欄に掲げる規定の傍線を付した部分のように改め、 改正前欄及び改正後欄に対応して掲げるその標記部分に二重傍線を付した規定（以下【この条において】「対象規定」という。）は、 改正前欄に掲げる対象規定を改正後欄に掲げる対象規定として移動し、 改正前欄に掲げる【対象規定】で改正後欄にこれに対応するものを掲げていないものは、これを削る。 |
| ○ |   |   | ○ |   | ○ | 次の表により、 改正前欄に掲げる規定の傍線を付した部分をこれに【順次】対応する改正後欄に掲げる規定の傍線を付した部分のように改め、 改正前欄及び改正後欄に対応して掲げるその標記部分に二重傍線を付した規定（以下【この条において】「対象規定」という。）は、 改正前欄に掲げる対象規定を改正後欄に掲げる対象規定として移動し、 改正後欄に掲げる【対象規定】で改正前欄にこれに対応するものを掲げていないものは、これを加える。 | 次の表により、 改正前欄に掲げる規定の傍線を付した部分をこれに【順次】対応する改正後欄に掲げる規定の傍線を付した部分のように改め、 改正前欄及び改正後欄に対応して掲げるその標記部分に二重傍線を付した規定（以下【この条において】「対象規定」という。）は、 改正前欄に掲げる対象規定を改正後欄に掲げる対象規定として移動し、 改正後欄に掲げる【対象規定】で改正前欄にこれに対応するものを掲げていないものは、これを加える。 |
| ○ |   |   | ○ |   |   | 次の表により、 改正前欄に掲げる規定の傍線を付した部分をこれに【順次】対応する改正後欄に掲げる規定の傍線を付した部分のように改め、 改正前欄及び改正後欄に対応して掲げるその標記部分に二重傍線を付した規定（以下【この条において】「対象規定」という。）は、 改正前欄に掲げる対象規定を改正後欄に掲げる対象規定として移動する。 ※この類型の改正は基本的に想定されない。 | 次の表により、 改正前欄に掲げる規定の傍線を付した部分をこれに【順次】対応する改正後欄に掲げる規定の傍線を付した部分のように改め、 改正前欄及び改正後欄に対応して掲げるその標記部分に二重傍線を付した規定（以下【この条において】「対象規定」という。）は、 改正前欄に掲げる対象規定を改正後欄に掲げる対象規定として移動する。 ※この類型の改正は基本的に想定されない。 |
| ○ |   |   |   | ○ | ○ | 次の表により、 改正前欄に掲げる規定の傍線を付した部分をこれに【順次】対応する改正後欄に掲げる規定の傍線を付した部分のように改め、 改正前欄に掲げるその標記部分に二重傍線を付した規定（以下【この条において】「対象規定」という。）は、これを削り、 改正後欄に掲げる対象規定は、これを加える。 | 次の表により、 改正前欄に掲げる規定の傍線を付した部分をこれに【順次】対応する改正後欄に掲げる規定の傍線を付した部分のように改め、 改正前欄に掲げるその標記部分に二重傍線を付した規定（以下【この条において】「対象規定」という。）は、これを削り、 改正後欄に掲げる対象規定は、これを加える。 |
| ○ |   |   |   | ○ |   | 次の表により、 改正前欄に掲げる規定の傍線を付した部分をこれに【順次】対応する改正後欄に掲げる規定の傍線を付した部分のように改め、 改正前欄に掲げるその標記部分に二重傍線を付した規定を削る。 | 次の表により、 改正前欄に掲げる規定の傍線を付した部分をこれに【順次】対応する改正後欄に掲げる規定の傍線を付した部分のように改め、 改正前欄に掲げるその標記部分に二重傍線を付した規定を削る。 |
| ○ |   |   |   |   | ○ | 次の表により、 改正前欄に掲げる規定の傍線を付した部分をこれに【順次】対応する改正後欄に掲げる規定の傍線を付した部分のように改め、 改正後欄に掲げるその標記部分に二重傍線を付した規定を加える。 | 次の表により、 改正前欄に掲げる規定の傍線を付した部分をこれに【順次】対応する改正後欄に掲げる規定の傍線を付した部分のように改め、 改正後欄に掲げるその標記部分に二重傍線を付した規定を加える。 |
| ○ |   |   |   |   |   | 次の表により、 改正前欄に掲げる規定の傍線を付した部分をこれに【順次】対応する改正後欄に掲げる規定の傍線を付した部分のように改める。 | 次の表により、 改正前欄に掲げる規定の傍線を付した部分をこれに【順次】対応する改正後欄に掲げる規定の傍線を付した部分のように改める。 |
| | ○ | ○ | ○ | ○ | ○ | 次の表により、 改正前欄に掲げる規定の破線で囲んだ部分をこれに対応する改正後欄に掲げる規定の破線で囲んだ部分のように改め、 改正前欄及び改正後欄に対応して掲げるその標記部分に二重傍線を付した規定（以下【この条において】「対象規定」という。）は、 その標記部分が同一のものは当該対象規定を改正後欄に掲げるもののように改め、 その標記部分が異なるものは改正前欄に掲げる対象規定を改正後欄に掲げる対象規定として移動し、 改正前欄に掲げる【対象規定】で改正後欄にこれに対応するものを掲げていないものは、これを削り、 改正後欄に掲げる【対象規定】で改正前欄にこれに対応するものを掲げていないものは、これを加える。                                     | 次の表により、 改正前欄に掲げる規定の破線で囲んだ部分をこれに対応する改正後欄に掲げる規定の破線で囲んだ部分のように改め、 改正前欄及び改正後欄に対応して掲げるその標記部分に二重傍線を付した規定（以下【この条において】「対象規定」という。）は、 その標記部分が同一のものは当該対象規定を改正後欄に掲げるもののように改め、 その標記部分が異なるものは改正前欄に掲げる対象規定を改正後欄に掲げる対象規定として移動し、 改正前欄に掲げる【対象規定】で改正後欄にこれに対応するものを掲げていないものは、これを削り、 改正後欄に掲げる【対象規定】で改正前欄にこれに対応するものを掲げていないものは、これを加える。                                     |
| | ○ | ○ | ○ | ○ |   | 次の表により、 改正前欄に掲げる規定の破線で囲んだ部分をこれに対応する改正後欄に掲げる規定の破線で囲んだ部分のように改め、 改正前欄及び改正後欄に対応して掲げるその標記部分に二重傍線を付した規定（以下【この条において】「対象規定」という。）は、 その標記部分が同一のものは当該対象規定を改正後欄に掲げるもののように改め、 その標記部分が異なるものは改正前欄に掲げる対象規定を改正後欄に掲げる対象規定として移動し、 改正前欄に掲げる【対象規定】で改正後欄にこれに対応するものを掲げていないものは、これを削る。 | 次の表により、 改正前欄に掲げる規定の破線で囲んだ部分をこれに対応する改正後欄に掲げる規定の破線で囲んだ部分のように改め、 改正前欄及び改正後欄に対応して掲げるその標記部分に二重傍線を付した規定（以下【この条において】「対象規定」という。）は、 その標記部分が同一のものは当該対象規定を改正後欄に掲げるもののように改め、 その標記部分が異なるものは改正前欄に掲げる対象規定を改正後欄に掲げる対象規定として移動し、 改正前欄に掲げる【対象規定】で改正後欄にこれに対応するものを掲げていないものは、これを削る。 |
| | ○ | ○ | ○ |   | ○ | 次の表により、 改正前欄に掲げる規定の破線で囲んだ部分をこれに対応する改正後欄に掲げる規定の破線で囲んだ部分のように改め、 改正前欄及び改正後欄に対応して掲げるその標記部分に二重傍線を付した規定（以下【この条において】「対象規定」という。）は、 その標記部分が同一のものは当該対象規定を改正後欄に掲げるもののように改め、 その標記部分が異なるものは改正前欄に掲げる対象規定を改正後欄に掲げる対象規定として移動し、 改正後欄に掲げる【対象規定】で改正前欄にこれに対応するものを掲げていないものは、これを加える。 | 次の表により、 改正前欄に掲げる規定の破線で囲んだ部分をこれに対応する改正後欄に掲げる規定の破線で囲んだ部分のように改め、 改正前欄及び改正後欄に対応して掲げるその標記部分に二重傍線を付した規定（以下【この条において】「対象規定」という。）は、 その標記部分が同一のものは当該対象規定を改正後欄に掲げるもののように改め、 その標記部分が異なるものは改正前欄に掲げる対象規定を改正後欄に掲げる対象規定として移動し、 改正後欄に掲げる【対象規定】で改正前欄にこれに対応するものを掲げていないものは、これを加える。 |
| | ○ | ○ | ○ |   |   | 次の表により、 改正前欄に掲げる規定の破線で囲んだ部分をこれに対応する改正後欄に掲げる規定の破線で囲んだ部分のように改め、 改正前欄及び改正後欄に対応して掲げるその標記部分に二重傍線を付した規定（以下【この条において】「対象規定」という。）は、 その標記部分が同一のものは当該対象規定を改正後欄に掲げるもののように改め、 その標記部分が異なるものは改正前欄に掲げる対象規定を改正後欄に掲げる対象規定として移動する。 | 次の表により、 改正前欄に掲げる規定の破線で囲んだ部分をこれに対応する改正後欄に掲げる規定の破線で囲んだ部分のように改め、 改正前欄及び改正後欄に対応して掲げるその標記部分に二重傍線を付した規定（以下【この条において】「対象規定」という。）は、 その標記部分が同一のものは当該対象規定を改正後欄に掲げるもののように改め、 その標記部分が異なるものは改正前欄に掲げる対象規定を改正後欄に掲げる対象規定として移動する。 |
| | ○ | ○ |   | ○ | ○ | 次の表により、 改正前欄に掲げる規定の破線で囲んだ部分をこれに対応する改正後欄に掲げる規定の破線で囲んだ部分のように改め、 改正前欄及び改正後欄に対応して掲げるその標記部分に二重傍線を付した規定（以下【この条において】「対象規定」という。）は、 当該対象規定を改正後欄に掲げるもののように改め、 改正前欄に掲げる【対象規定】で改正後欄にこれに対応するものを掲げていないものは、これを削り、 改正後欄に掲げる【対象規定】で改正前欄にこれに対応するものを掲げていないものは、これを加える。 | 次の表により、 改正前欄に掲げる規定の破線で囲んだ部分をこれに対応する改正後欄に掲げる規定の破線で囲んだ部分のように改め、 改正前欄及び改正後欄に対応して掲げるその標記部分に二重傍線を付した規定（以下【この条において】「対象規定」という。）は、 当該対象規定を改正後欄に掲げるもののように改め、 改正前欄に掲げる【対象規定】で改正後欄にこれに対応するものを掲げていないものは、これを削り、 改正後欄に掲げる【対象規定】で改正前欄にこれに対応するものを掲げていないものは、これを加える。 |
| | ○ | ○ |   | ○ |   | 次の表により、 改正前欄に掲げる規定の破線で囲んだ部分をこれに対応する改正後欄に掲げる規定の破線で囲んだ部分のように改め、 改正前欄及び改正後欄に対応して掲げるその標記部分に二重傍線を付した規定（以下【この条において】「対象規定」という。）は、 当該対象規定を改正後欄に掲げるもののように改め、 改正前欄に掲げる【対象規定】で改正後欄にこれに対応するものを掲げていないものは、これを削る。 | 次の表により、 改正前欄に掲げる規定の破線で囲んだ部分をこれに対応する改正後欄に掲げる規定の破線で囲んだ部分のように改め、 改正前欄及び改正後欄に対応して掲げるその標記部分に二重傍線を付した規定（以下【この条において】「対象規定」という。）は、 当該対象規定を改正後欄に掲げるもののように改め、 改正前欄に掲げる【対象規定】で改正後欄にこれに対応するものを掲げていないものは、これを削る。 |
| | ○ | ○ |   |   | ○ | 次の表により、 改正前欄に掲げる規定の破線で囲んだ部分をこれに対応する改正後欄に掲げる規定の破線で囲んだ部分のように改め、 改正前欄及び改正後欄に対応して掲げるその標記部分に二重傍線を付した規定（以下【この条において】「対象規定」という。）は、 当該対象規定を改正後欄に掲げるもののように改め、 改正後欄に掲げる【対象規定】で改正前欄にこれに対応するものを掲げていないものは、これを加える。 | 次の表により、 改正前欄に掲げる規定の破線で囲んだ部分をこれに対応する改正後欄に掲げる規定の破線で囲んだ部分のように改め、 改正前欄及び改正後欄に対応して掲げるその標記部分に二重傍線を付した規定（以下【この条において】「対象規定」という。）は、 当該対象規定を改正後欄に掲げるもののように改め、 改正後欄に掲げる【対象規定】で改正前欄にこれに対応するものを掲げていないものは、これを加える。 |
| | ○ | ○ |   |   |   | 次の表により、 改正前欄に掲げる規定の破線で囲んだ部分をこれに対応する改正後欄に掲げる規定の破線で囲んだ部分のように改め、 改正前欄及び改正後欄に対応して掲げるその標記部分に二重傍線を付した規定（以下【この条において】「対象規定」という。）は、 当該対象規定を改正後欄に掲げるもののように改める。 | 次の表により、 改正前欄に掲げる規定の破線で囲んだ部分をこれに対応する改正後欄に掲げる規定の破線で囲んだ部分のように改め、 改正前欄及び改正後欄に対応して掲げるその標記部分に二重傍線を付した規定（以下【この条において】「対象規定」という。）は、 当該対象規定を改正後欄に掲げるもののように改める。 |
| | ○ |   | ○ | ○ | ○ | 次の表により、 改正前欄に掲げる規定の破線で囲んだ部分をこれに対応する改正後欄に掲げる規定の破線で囲んだ部分のように改め、 改正前欄及び改正後欄に対応して掲げるその標記部分に二重傍線を付した規定（以下【この条において】「対象規定」という。）は、 改正前欄に掲げる対象規定を改正後欄に掲げる対象規定として移動し、 改正前欄に掲げる【対象規定】で改正後欄にこれに対応するものを掲げていないものは、これを削り、 改正後欄に掲げる【対象規定】で改正前欄にこれに対応するものを掲げていないものは、これを加える。 | 次の表により、 改正前欄に掲げる規定の破線で囲んだ部分をこれに対応する改正後欄に掲げる規定の破線で囲んだ部分のように改め、 改正前欄及び改正後欄に対応して掲げるその標記部分に二重傍線を付した規定（以下【この条において】「対象規定」という。）は、 改正前欄に掲げる対象規定を改正後欄に掲げる対象規定として移動し、 改正前欄に掲げる【対象規定】で改正後欄にこれに対応するものを掲げていないものは、これを削り、 改正後欄に掲げる【対象規定】で改正前欄にこれに対応するものを掲げていないものは、これを加える。 |
| | ○ |   | ○ | ○ |   | 次の表により、 改正前欄に掲げる規定の破線で囲んだ部分をこれに対応する改正後欄に掲げる規定の破線で囲んだ部分のように改め、 改正前欄及び改正後欄に対応して掲げるその標記部分に二重傍線を付した規定（以下【この条において】「対象規定」という。）は、 改正前欄に掲げる対象規定を改正後欄に掲げる対象規定として移動し、 改正前欄に掲げる【対象規定】で改正後欄にこれに対応するものを掲げていないものは、これを削る。 | 次の表により、 改正前欄に掲げる規定の破線で囲んだ部分をこれに対応する改正後欄に掲げる規定の破線で囲んだ部分のように改め、 改正前欄及び改正後欄に対応して掲げるその標記部分に二重傍線を付した規定（以下【この条において】「対象規定」という。）は、 改正前欄に掲げる対象規定を改正後欄に掲げる対象規定として移動し、 改正前欄に掲げる【対象規定】で改正後欄にこれに対応するものを掲げていないものは、これを削る。 |
| | ○ |   | ○ |   | ○ | 次の表により、 改正前欄に掲げる規定の破線で囲んだ部分をこれに対応する改正後欄に掲げる規定の破線で囲んだ部分のように改め、 改正前欄及び改正後欄に対応して掲げるその標記部分に二重傍線を付した規定（以下【この条において】「対象規定」という。）は、 改正前欄に掲げる対象規定を改正後欄に掲げる対象規定として移動し、 改正後欄に掲げる【対象規定】で改正前欄にこれに対応するものを掲げていないものは、これを加える。 | 次の表により、 改正前欄に掲げる規定の破線で囲んだ部分をこれに対応する改正後欄に掲げる規定の破線で囲んだ部分のように改め、 改正前欄及び改正後欄に対応して掲げるその標記部分に二重傍線を付した規定（以下【この条において】「対象規定」という。）は、 改正前欄に掲げる対象規定を改正後欄に掲げる対象規定として移動し、 改正後欄に掲げる【対象規定】で改正前欄にこれに対応するものを掲げていないものは、これを加える。 |
| | ○ |   | ○ |   |   | 次の表により、 改正前欄に掲げる規定の破線で囲んだ部分をこれに対応する改正後欄に掲げる規定の破線で囲んだ部分のように改め、 改正前欄及び改正後欄に対応して掲げるその標記部分に二重傍線を付した規定（以下【この条において】「対象規定」という。）は、 改正前欄に掲げる対象規定を改正後欄に掲げる対象規定として移動する。 | 次の表により、 改正前欄に掲げる規定の破線で囲んだ部分をこれに対応する改正後欄に掲げる規定の破線で囲んだ部分のように改め、 改正前欄及び改正後欄に対応して掲げるその標記部分に二重傍線を付した規定（以下【この条において】「対象規定」という。）は、 改正前欄に掲げる対象規定を改正後欄に掲げる対象規定として移動する。 |
| | ○ |   |   | ○ | ○ | 次の表により、 改正前欄に掲げる規定の破線で囲んだ部分をこれに対応する改正後欄に掲げる規定の破線で囲んだ部分のように改め、 改正前欄に掲げるその標記部分に二重傍線を付した規定（以下【この条において】「対象規定」という。）は、これを削り、 改正後欄に掲げる対象規定は、これを加える。 | 次の表により、 改正前欄に掲げる規定の破線で囲んだ部分をこれに対応する改正後欄に掲げる規定の破線で囲んだ部分のように改め、 改正前欄に掲げるその標記部分に二重傍線を付した規定（以下【この条において】「対象規定」という。）は、これを削り、 改正後欄に掲げる対象規定は、これを加える。 |
| | ○ |   |   | ○ |   | 次の表により、 改正前欄に掲げる規定の破線で囲んだ部分をこれに対応する改正後欄に掲げる規定の破線で囲んだ部分のように改め、 改正前欄に掲げるその標記部分に二重傍線を付した規定を削る。 | 次の表により、 改正前欄に掲げる規定の破線で囲んだ部分をこれに対応する改正後欄に掲げる規定の破線で囲んだ部分のように改め、 改正前欄に掲げるその標記部分に二重傍線を付した規定を削る。 |
| | ○ |   |   |   | ○ | 次の表により、 改正前欄に掲げる規定の破線で囲んだ部分をこれに対応する改正後欄に掲げる規定の破線で囲んだ部分のように改め、 改正後欄に掲げるその標記部分に二重傍線を付した規定を加える。 | 次の表により、 改正前欄に掲げる規定の破線で囲んだ部分をこれに対応する改正後欄に掲げる規定の破線で囲んだ部分のように改め、 改正後欄に掲げるその標記部分に二重傍線を付した規定を加える。 |
| | ○ |   |   |   |   | 次の表により、 改正前欄に掲げる規定の破線で囲んだ部分をこれに対応する改正後欄に掲げる規定の破線で囲んだ部分のように改める。 | 次の表により、 改正前欄に掲げる規定の破線で囲んだ部分をこれに対応する改正後欄に掲げる規定の破線で囲んだ部分のように改める。 |
| |   | ○ | ○ | ○ | ○ | 次の表により、 改正前欄及び改正後欄に対応して掲げるその標記部分に二重傍線を付した規定（以下【この条において】「対象規定」という。）は、 その標記部分が同一のものは当該対象規定を改正後欄に掲げるもののように改め、 その標記部分が異なるものは改正前欄に掲げる対象規定を改正後欄に掲げる対象規定として移動し、 改正前欄に掲げる【対象規定】で改正後欄にこれに対応するものを掲げていないものは、これを削り、 改正後欄に掲げる【対象規定】で改正前欄にこれに対応するものを掲げていないものは、これを加える。 | 次の表により、 改正前欄及び改正後欄に対応して掲げるその標記部分に二重傍線を付した規定（以下【この条において】「対象規定」という。）は、 その標記部分が同一のものは当該対象規定を改正後欄に掲げるもののように改め、 その標記部分が異なるものは改正前欄に掲げる対象規定を改正後欄に掲げる対象規定として移動し、 改正前欄に掲げる【対象規定】で改正後欄にこれに対応するものを掲げていないものは、これを削り、 改正後欄に掲げる【対象規定】で改正前欄にこれに対応するものを掲げていないものは、これを加える。 |
| |   | ○ | ○ | ○ |   | 次の表により、 改正前欄及び改正後欄に対応して掲げるその標記部分に二重傍線を付した規定（以下【この条において】「対象規定」という。）は、 その標記部分が同一のものは当該対象規定を改正後欄に掲げるもののように改め、 その標記部分が異なるものは改正前欄に掲げる対象規定を改正後欄に掲げる対象規定として移動し、 改正前欄に掲げる【対象規定】で改正後欄にこれに対応するものを掲げていないものは、これを削る。 | 次の表により、 改正前欄及び改正後欄に対応して掲げるその標記部分に二重傍線を付した規定（以下【この条において】「対象規定」という。）は、 その標記部分が同一のものは当該対象規定を改正後欄に掲げるもののように改め、 その標記部分が異なるものは改正前欄に掲げる対象規定を改正後欄に掲げる対象規定として移動し、 改正前欄に掲げる【対象規定】で改正後欄にこれに対応するものを掲げていないものは、これを削る。 |
| |   | ○ | ○ |   | ○ | 次の表により、 改正前欄及び改正後欄に対応して掲げるその標記部分に二重傍線を付した規定（以下【この条において】「対象規定」という。）は、 その標記部分が同一のものは当該対象規定を改正後欄に掲げるもののように改め、 その標記部分が異なるものは改正前欄に掲げる対象規定を改正後欄に掲げる対象規定として移動し、 改正後欄に掲げる【対象規定】で改正前欄にこれに対応するものを掲げていないものは、これを加える。 | 次の表により、 改正前欄及び改正後欄に対応して掲げるその標記部分に二重傍線を付した規定（以下【この条において】「対象規定」という。）は、 その標記部分が同一のものは当該対象規定を改正後欄に掲げるもののように改め、 その標記部分が異なるものは改正前欄に掲げる対象規定を改正後欄に掲げる対象規定として移動し、 改正後欄に掲げる【対象規定】で改正前欄にこれに対応するものを掲げていないものは、これを加える。 |
| |   | ○ | ○ |   |   | 次の表により、 改正前欄及び改正後欄に対応して掲げるその標記部分に二重傍線を付した規定（以下【この条において】「対象規定」という。）は、 その標記部分が同一のものは当該対象規定を改正後欄に掲げるもののように改め、 その標記部分が異なるものは改正前欄に掲げる対象規定を改正後欄に掲げる対象規定として移動する。 ※この類型の改正は基本的に想定されない。 | 次の表により、 改正前欄及び改正後欄に対応して掲げるその標記部分に二重傍線を付した規定（以下【この条において】「対象規定」という。）は、 その標記部分が同一のものは当該対象規定を改正後欄に掲げるもののように改め、 その標記部分が異なるものは改正前欄に掲げる対象規定を改正後欄に掲げる対象規定として移動する。 ※この類型の改正は基本的に想定されない。 |
| |   | ○ |   | ○ | ○ | 次の表により、 改正前欄及び改正後欄に対応して掲げるその標記部分に二重傍線を付した規定（以下【この条において】「対象規定」という。）は、 当該対象規定を改正後欄に掲げるもののように改め、 改正前欄に掲げる【対象規定】で改正後欄にこれに対応するものを掲げていないものは、これを削り、 改正後欄に掲げる【対象規定】で改正前欄にこれに対応するものを掲げていないものは、これを加える。 | 次の表により、 改正前欄及び改正後欄に対応して掲げるその標記部分に二重傍線を付した規定（以下【この条において】「対象規定」という。）は、 当該対象規定を改正後欄に掲げるもののように改め、 改正前欄に掲げる【対象規定】で改正後欄にこれに対応するものを掲げていないものは、これを削り、 改正後欄に掲げる【対象規定】で改正前欄にこれに対応するものを掲げていないものは、これを加える。 |
| |   | ○ |   | ○ |   | 次の表により、 改正前欄及び改正後欄に対応して掲げるその標記部分に二重傍線を付した規定（以下【この条において】「対象規定」という。）は、 当該対象規定を改正後欄に掲げるもののように改め、 改正前欄に掲げる【対象規定】で改正後欄にこれに対応するものを掲げていないものは、これを削る。 | 次の表により、 改正前欄及び改正後欄に対応して掲げるその標記部分に二重傍線を付した規定（以下【この条において】「対象規定」という。）は、 当該対象規定を改正後欄に掲げるもののように改め、 改正前欄に掲げる【対象規定】で改正後欄にこれに対応するものを掲げていないものは、これを削る。 |
| |   | ○ |   |   | ○ | 次の表により、 改正前欄及び改正後欄に対応して掲げるその標記部分に二重傍線を付した規定（以下【この条において】「対象規定」という。）は、 当該対象規定を改正後欄に掲げるもののように改め、 改正後欄に掲げる【対象規定】で改正前欄にこれに対応するものを掲げていないものは、これを加える。 | 次の表により、 改正前欄及び改正後欄に対応して掲げるその標記部分に二重傍線を付した規定（以下【この条において】「対象規定」という。）は、 当該対象規定を改正後欄に掲げるもののように改め、 改正後欄に掲げる【対象規定】で改正前欄にこれに対応するものを掲げていないものは、これを加える。 |
| |   | ○ |   |   |   | 次の表により、 改正前欄及び改正後欄に対応して掲げるその標記部分に二重傍線を付した規定（以下【この条において】「対象規定」という。）は、 当該対象規定を改正後欄に掲げるもののように改める。 | 次の表により、 改正前欄及び改正後欄に対応して掲げるその標記部分に二重傍線を付した規定（以下【この条において】「対象規定」という。）は、 当該対象規定を改正後欄に掲げるもののように改める。 |
| |   |   | ○ | ○ | ○ | 次の表により、 改正前欄及び改正後欄に対応して掲げるその標記部分に二重傍線を付した規定（以下【この条において】「対象規定」という。）は、 改正前欄に掲げる対象規定を改正後欄に掲げる対象規定として移動し、 改正前欄に掲げる【対象規定】で改正後欄にこれに対応するものを掲げていないものは、これを削り、 改正後欄に掲げる【対象規定】で改正前欄にこれに対応するものを掲げていないものは、これを加える。 | 次の表により、 改正前欄及び改正後欄に対応して掲げるその標記部分に二重傍線を付した規定（以下【この条において】「対象規定」という。）は、 改正前欄に掲げる対象規定を改正後欄に掲げる対象規定として移動し、 改正前欄に掲げる【対象規定】で改正後欄にこれに対応するものを掲げていないものは、これを削り、 改正後欄に掲げる【対象規定】で改正前欄にこれに対応するものを掲げていないものは、これを加える。 |
| |   |   | ○ | ○ |   | 次の表により、 改正前欄及び改正後欄に対応して掲げるその標記部分に二重傍線を付した規定（以下【この条において】「対象規定」という。）は、 改正前欄に掲げる対象規定を改正後欄に掲げる対象規定として移動し、 改正前欄に掲げる【対象規定】で改正後欄にこれに対応するものを掲げていないものは、これを削る。 | 次の表により、 改正前欄及び改正後欄に対応して掲げるその標記部分に二重傍線を付した規定（以下【この条において】「対象規定」という。）は、 改正前欄に掲げる対象規定を改正後欄に掲げる対象規定として移動し、 改正前欄に掲げる【対象規定】で改正後欄にこれに対応するものを掲げていないものは、これを削る。 |
| |   |   | ○ |   | ○ | 次の表により、 改正前欄及び改正後欄に対応して掲げるその標記部分に二重傍線を付した規定（以下【この条において】「対象規定」という。）は、 改正前欄に掲げる対象規定を改正後欄に掲げる対象規定として移動し、 改正後欄に掲げる【対象規定】で改正前欄にこれに対応するものを掲げていないものは、これを加える。 | 次の表により、 改正前欄及び改正後欄に対応して掲げるその標記部分に二重傍線を付した規定（以下【この条において】「対象規定」という。）は、 改正前欄に掲げる対象規定を改正後欄に掲げる対象規定として移動し、 改正後欄に掲げる【対象規定】で改正前欄にこれに対応するものを掲げていないものは、これを加える。 |
| |   |   | ○ |   |   | 次の表により、 改正前欄及び改正後欄に対応して掲げるその標記部分に二重傍線を付した規定（以下【この条において】「対象規定」という。）は、 改正前欄に掲げる対象規定を改正後欄に掲げる対象規定として移動する。 | 次の表により、 改正前欄及び改正後欄に対応して掲げるその標記部分に二重傍線を付した規定（以下【この条において】「対象規定」という。）は、 改正前欄に掲げる対象規定を改正後欄に掲げる対象規定として移動する。 |
| |   |   |   | ○ | ○ | 次の表により、 改正前欄に掲げるその標記部分に二重傍線を付した規定（以下【この条において】「対象規定」という。）は、これを削り、 改正後欄に掲げる対象規定は、これを加える。 | 次の表により、 改正前欄に掲げるその標記部分に二重傍線を付した規定（以下【この条において】「対象規定」という。）は、これを削り、 改正後欄に掲げる対象規定は、これを加える。 |
| |   |   |   | ○ |   | 次の表により、 改正前欄に掲げるその標記部分に二重傍線を付した規定を削る。 | 次の表により、 改正前欄に掲げるその標記部分に二重傍線を付した規定を削る。 |
| |   |   |   |   | ○ | 次の表により、 改正後欄に掲げるその標記部分に二重傍線を付した規定を加える。 | 次の表により、 改正後欄に掲げるその標記部分に二重傍線を付した規定を加える。 |

大阪市方式では、次のような本文が用いられる。
| 〈大阪市の手引で示された全ての要素を示した場合〉 次の表により、改正前欄に掲げる規定（題名並びに章名、節名、款名及び目名を含む。以下同じ。）の傍線を付し又は破線で囲んだ部分をこれに順次対応する改正後欄に掲げる規定の傍線を付し又は破線で囲んだ部分のように改め、改正前欄及び改正後欄に対応して掲げるその標記部分（［ ］で注記した項番号を含む。以下同じ。）に二重傍線を付した規定（以下「対象規定」という。）及び二重傍線を付した共通見出しのうち、その標記部分が同じ番号の対象規定で標記部分以外の部分を掲げているものの改正前欄に掲げる対象規定を改正後欄に掲げる対象規定のように改め、改正前欄に掲げる対象規定で標記部分以外の部分を掲げていないものに改正後欄に掲げる対象規定のように項番号を付し、二重傍線を付した共通見出しは改正前欄に掲げる共通見出しを改正後欄に掲げる共通見出しのように改め、その標記部分が異なる番号の対象規定の改正前欄に掲げる対象規定を改正後欄に掲げる対象規定として移動し、改正前欄に掲げる対象規定（条の第１項の規定を除く。）に改正後欄に掲げる対象規定のように項番号を付し、改正前欄に掲げる対象規定及び二重傍線を付した共通見出しで改正後欄にこれに対応するものを掲げていないものを削り、改正後欄に掲げる対象規定及び二重傍線を付した共通見出しで改正前欄にこれに対応するものを掲げていないものを加える。 |

なお、経済産業省及び原子力規制委員会では、過去次のような本文を用いていた。
| 〈原子力規制委員会の解説書で示された全ての要素を示した場合〉 （改正の対象となる規則の一部改正） 第一条 次の各号に掲げる規則の一部を、それぞれ当該各号に定める表により改正する。 一 ○○規則（令和○○年原子力規制委員会規則第○○号） 別表第一 二 ○○規則（令和○○年原子力規制委員会規則第○○号） 別表第二 第二条 前条各号に定める表中の傍線、破線及び二重傍線の意義は、次の各号に掲げるとおりとする。 一 改正前欄に掲げる規定（題名を含む。以下この号において同じ。）の傍線を付し又は破線で囲んだ部分をこれに順次対応する改正後欄に掲げる規定の傍線を付し又は破線で囲んだ部分のように改めること。 二 条項番号その他の標記部分（以下単に「標記部分」という。）に二重傍線を付した規定を改正前欄及び改正後欄に対応して掲げている場合であって、標記部分が改正前欄及び改正後欄で同一のときは、改正前欄に掲げる規定を改正後欄に掲げるもののように改めること。 三 標記部分に二重傍線を付した規定を改正前欄及び改正後欄に対応して掲げている場合であって、標記部分が改正前欄及び改正後欄で異なるときは、改正前欄に掲げる規定を改正後欄に掲げる規定として移動すること。 四 標記部分に二重傍線を付した規定又は二重傍線を付した見出しを改正前欄に掲げている場合であって、改正後欄にこれに対応するものを掲げていないときは、当該規定を削ること。 五 標記部分に二重傍線を付した規定又は二重傍線を付した見出しを改正後欄に掲げている場合であって、改正前欄にこれに対応するものを掲げていないときは、当該規定を新たに追加すること。 |

#### 表に関する記載
以下では、方式書方式に則り、改正対照表とそれに対応する本文の記載について解説する。
改正対照表の記載方式については、大阪市方式でもおおむね同様である。

##### 改正対照表の特定
本文では、初めに改正対照表を特定する。
| 改正後     | 改正前     |
| ---------- | ---------- |
| 第○条 云々 | 第○条 云々 |

| 改正後     | 改正前     |
| ---------- | ---------- |
| 第○条 云々 | 第○条 云々 |

| 改正後     | 改正前     |
| ---------- | ---------- |
| 第○条 云々 | 第○条 云々 |

##### 字句等の改正
次の区分により規定する。
| 区分 | 区分                                                               | 本文                                     | 表           | 表 |
| ---- | ------------------------------------------------------------------ | ---------------------------------------- | ------------ | --- |
| (2)  | 字句の改正                                                         | 傍線を付した部分                         | 字句・見出し | - 字句を削り、又は加える場合には、当該字句の前後にある改正前欄及び改正後欄に共通する字句とともに傍線を付することにより、左右で傍線部分が対応するようにする。 - 後段又はただし書を削り、又は加える場合には、句点を含む前段又は本文の末尾の字句とともに傍線を付することにより、句点を含む後段又はただし書全体を削り、又は加えるべき旨を指示する。 |
| (2)  | 条項見出しや章名等を削り、又は加える改正や、表の項（号）・欄の改正 | 破線で囲んだ部分                         |              | - 条項見出しを削り又は付する場合には、当該見出しとその直後の条名（項番号）とを破線で囲む。 - 章名等を削り、又は付する場合 - ［原則］当該章名等（［ ］の記載）と、その直後の条の見出し及び条名（項番号）とを破線で囲む。 - ［例外］削り、又は加えようとする章名等の直前又は直後に別の章名等があるときは、当該直前又は直後の章名等ともに破線で囲む。 - 表の項（号）又は欄を改正する場合 - ［原則］改め文でのかぎ括弧の引用範囲に準じて（けい線を含めて）破線で囲む。 - ［例外］隣接する改正部分は同一の破線により一括して囲む。この場合において、破線の範囲が不整形（長方形以外）となることも差し支えない。 |
| (2)  | 両方                                                               | 傍線を付し又は破線で囲んだ部分           |              | ―― |
| (3)  | 同一の規定内に複数の字句等の改正が含まれる場合                     | 順次                                     |              | ―― |
| (a)  | 題名の改正を含む場合                                               | （題名を含む。以下この条において同じ。） |              | ―― |

##### 規定の改正
次の区分により規定する。
| 区分                                     | 区分                                          | 本文                                                     | 表 |
| ---------------------------------------- | --------------------------------------------- | -------------------------------------------------------- | --- |
| 規定を移動し、改め、削り、又は加える改正 | 規定を移動し、改め、削り、又は加える改正      | ――                                                       | - 標記部分（条名・号名、章番号等・項番号、表の項の一番上の欄の字句など）に二重傍線を付する。 - その細分の標記部分には、二重傍線を付する必要はない。 - 改め、又は加えるべき規定については、標記部分を除く全体に注記としての傍線を付する。 |
| (4)                                      | 移動と全改の両方が含まれる場合                | その標記部分が同一のものは                               | ―― |
| (4)                                      | 移動と全改の両方が含まれる場合                | その標記部分が異なるものは                               | |
| (5)                                      | 共通見出しを削り、又は加える改正がある場合    | 及び二重傍線を付した共通見出し                           | ―― |
| (6)                                      | 全改又は移動が含まれる場合                    | で改正後欄にこれに対応するものを掲げていないものは、これ | |
| (6)                                      | 全改又は移動が含まれる場合                    | で改正前欄にこれに対応するものを掲げていないものは、これ | ―― |
| (b)                                      | 第1項や項番号のない条の項の改正が含まれる場合 | （［］で注記した項番号を含む。以下この条において同じ。） | - 項番号のない条の項については、標記部分を「［②］」等のように注記する。 |
| (c)                                      | 2種類以上の規定の改正がある場合               | （以下この条において「対象規定」という。）               | ―― |

##### 改正規定の改正
方式書には例示がないが、次のような方式が用いられる。
- 全文改め方式：「本則のうち、○○省令第○条の改正規定を次のように改める。」
  - 「次のよう」として、改正対照表の当該規定に係る部分のみを表示する方式[25]
  - 「次のよう」として、柱書きを付した改正対照表の当該規定に係る部分を表示する方式[26]
- 一部改め方式：「第○条の表改正前欄の○○省令第○条中「Ａ」を「Ｂ」に、「Ｃ」を「Ｄ」に改め、同表改正後欄の○○省令第○条中「Ａ」を「Ｂ」に、「Ｅ」を「Ｆ」に改める。[27]
なお、改正対照表のうち傍線又は二重傍線を付する部分以外のみを修正する例もある。

#### 各府省でのバリエーション
本文に関して、特記すべきバリエーションとしては、次のものがある。
- 規定の移動に係る部分を削る。 － 環境省令
- 規定の全改に係る部分を削る。 － 文科省令
- 「標記部分」を「標記部分（連続する他の規定と記号により一括して掲げる規定にあっては、その標記部分に係る記載）」とする。 － 内閣府令、文部科学省令
- 「、改正前欄に掲げる対象規定」を「、改正前欄に掲げる二重傍線を付した共通見出しをこれに対応する改正後欄に掲げる二重傍線を付した共通見出しのように改め、改正前欄に掲げる対象規定」とする。 － 大阪市条例
- 空振りの規定をおく。 － 環境省令、原子力規制委員会規則

表については、次のようなバリエーションがある。
- 字句・部分レベルの改正
  - 長方形以外の破線（章名等や条項見出しの削り・加え）を用いない。 － 多くの府省庁等
  - 見出しを削り、又は付する改正を規定の全改の形式により行う。 － 総務省令
- 規定レベルの改正
  - 連続する規定の移動を「～」や「・」でまとめて表す。 － 多くの府省庁等、大阪市条例
  - 移動を傍線で表す。 － 環境省令
  - 全改を標記部分を除く全体への傍線により表す。 － 文科省令
  - 共通見出しの全改を二重傍線で表す。 － 大阪市条例
- 表等の改正
  - 新旧対照表内に表等を入れ込む。
  - 表内には「［様式第一　別紙一　挿入］」などの注釈のみを入れ、実際の表等は別紙等とする。
- 注記
  - 括弧
    - 角括弧「［］」を用いる。
    - 丸括弧「（）」を用いる。 － 原子力規制委員会規則

  - 「同上」の語
    - 用いる。
    - 用いない。 － 原子力規制委員会規則

  - 数個の規定を一括して省略する場合の標記部分
    - 括弧内に入れる[28]。
    - 括弧外に出す[29]。 － 原子力規制委員会規則

## 新旧対照表方式の問題点
1つ目に、改め文方式では、法律・政令を基準として、法令・例規を通しておおよそ統一された表現方法が確立されているのに対し、新旧対照表方式では、各府省庁等、自治体同士ごとにその表現方法が統一されていないことが挙げられる。このことは、改正内容を実質的に定める部分である、新旧対照表本体についても同様である。
記載方法に揺れがあることは、新様式方式でも同様で、その要因の1つは、イメージサンプルが（法令審査事務提要に載っているような比較的一般的な改正も含め）あまり多くを語っていないこと、また様式の改正などの府省令等レベルで多く見られる改正が考慮されていないことである。例えば、1項からなる条に第1項を加える場合、1項からなる本則又は附則に項又は条を加える場合の記載方法について、揺れが見られる。
2つ目に、内閣官房・内閣法制局「新たな改正方式について（検討状況）」（平成15年12月9日）では、新旧対照表方式の技術的問題点として、次のものを挙げている。
- 1. 新旧対照表方式の適用範囲（改め文との使い分け）
- 2. 早期に提出を要する大部な法案等における適用の可否
- 3. 印刷、校正等に要する時間の増大への対応
- 4. 紙量の増大の抑制方案
- 5. 参考記載部分のチェック等の省略化方策
- 6. 現行法令のデータベースの整備

これらについては、「新旧対照表方式による法令等の改正について（調査依頼）」（内閣官房行政改革推進本部事務局平成29年2月13日）別添によると、平成29年2月9日、自由民主党の行政改革推進本部長（河野太郎氏）から次のような指摘があったとする。
- 改め文を作る前に新旧対照表を作るため、新旧対照表方式を採用すれば改め文を作る手間が確実に省ける[30]。
- 新旧対照表方式の場合、旧の箇所のチェック等が大変というが、ITも使えるし、正確な条文とするのは役所として当然の仕事であり、官報が大部になりチェックの量が増えることは理由にならない。

また、「改正対照表方式による法律の改正について（意見聴取）」（内閣官房行政改革推進本部事務局平成29年3月1日）の別添資料でも、「ITの活用により参考記載部分を含めてその正確性の確保は容易であるとの認識に基づき、改正対照表の全体について正確性を確保する必要があること」を意見聴取の前提としている。そもそも、現在でも、参考資料としての新旧対照条文の訂正等は行われる。
このように、法令案の起案者としては、新旧対照表から作成する官庁が大半であること、現状でも新旧対照表の参考記載部分の誤りの訂正は行われていることから、法令案の起案上の負担は、多くの場合新旧対照表方式に移行した方が減少すると考えられている。もっとも、新旧対照表方式では、法令案の本文自体に表を入れ込まなければならないこと、方式書方式のまま導入する場合、不整形な破線の使用が必要になることなどから、単純に作業量が減少するのみとはいえない。
一方、国民の分かりやすさという観点からは、現状でも新旧対照表はホームページ等で提供されていることからして、どうしても法令自体を新旧対照表方式にしなければならない理由を見いだしがたいとも考えられる。

### 内閣法制局の国会での答弁
改め文方式・新旧対照表方式について、内閣法制局は、国会で次のような答弁を行っている。

## 新旧対照表方式と関連するもの

### 見消し
見消しは、単一の文章中に、改正内容をそれぞれ削り・加えに分けて表示する方式である。
新旧対照表では改正前・改正後の条文をそれぞれ左右に分けて示すのに対し、見消しでは下線や打消線などの修飾を行った上で、単一の文章中に改正前後両方の条文を示す。
日本では、改正前の字句（削られ、又は改められる字句）を打消線で、改正後の字句（加えられ、又は改められた字句）を下線により表現することが多い。
なお、日本銀行の諸規程の改正では、見消しによる字句の改正が行われている。
例：
| 「日本銀行が外国中央銀行等のために開設する顧客口座からの振替等に関する細則」中一部改正 ○ 第２章第３節１．（２）ロ．を横線のとおり改める。 ［横線のとおり略］ ○ 第２章第３節１．（４）イ．（ロ）（注２）を横線のとおり改める。 （注２）ただし、受入先参加者が送信した決済指図データの「受渡決済金額」の項目の入力内容を日本銀行が送信した決済指図データの「受渡決済金額」の項目の入力内容に修正するときは、連絡は不要です。 ［略（４項）］ ○ （参考１）、（参考２）、（参考３）および（参考４）中、「受渡日」とあるのは「決済日」と、「受渡金額」とあるのは「決済金額」と改める。 ―2024年９月20日付け「「日本銀行が外国中央銀行等のために開設する顧客口座からの振替等に関する細則」の一部改正に関する件 」（日銀業第3397号） |

#### 大阪市（参照文）
大阪市では、かつて一部改正条例案の改正内容を示す方式として、「参照文」を用いていた。
一般の見消しと同様に、単一の文章中に改正内容を表現するものであるが、改正前の字句は下線で、改正後の字句は太字により示す。なお、冒頭に「傍線は削除
　太字は改正」との注記を行う。
一般の見消しと異なるのは、改めは、文中に改正前の字句を（下線を付して）示した上で、その真下に左揃えで改め後の字句を（太字で）示す点である。
例：
| （Ａを削り、Ｂを加え、ＣをＤに改める場合） 第一条 ・・・ＡＡＡＡ・・・ＢＢＢＢ・・・ＤＤＤＤ ＣＣＣＣＣＣＣ・・・。 |

なお、横浜市でも類似の方式を用いている。

#### 米国
アメリカの連邦議会では、委員会報告中に、その法律案による改正の内容を、「Changes in existing law」等として見消しの形で添付する。また、修正案でも同様に、見消しを添付する。
連邦議会では、削られる字句は打消線＋赤塗り（例：削り）で、加えられる字句は下線＋イタリック＋緑塗り（例：加え）で示すが、州議会では、州により異なる方法が用いられる。
最も多いのは、連邦議会と同様に、削りを打消線で、加えを下線で表現する州で、そのほかに削りを角括弧（［　］）で表現する州や、加えを太字で表現する州などがある（議案書に用いられるマークアップの類型について（全米州議員協議会）参照）。
もっとも、議会レベルで「見消し」による改正（以下「見消し方式」という）を導入した事例はないようであるが、契約書等のレベルでは見消し方式による改正も行われている（『Q&Aで学ぶ英文契約書の基礎』第37回「変更契約」、カリフォルニア州プレイサー郡での例参照）。

### 施行期日
新旧対照表方式による一部改正法令についても、改め文方式の場合と同様に特定の改正規定（の一部）の施行期日のみを異なるものとすることができる。
旧様式方式では、改め文方式とおおむね同様の方式（「第○条の改正規定」等）によるものもあるが、「第○条の改正」や「第○条の改正に係る部分」と引用するものもある。これは、新旧対照表の各規定に係る部分を「第○条の改正規定」として引用することには、違和感がないとはいえないためであるとみられる。
一方、方式書方式では、本文と表（の当該条に係る部分）からなる「改正規定」として捉えることとしていることから、改め文方式とおおむね同様の方式（「第○条の改正規定」等）による。もっとも、規定を加える改正については、方式書方式では、（改め文方式とは異なり、加えられる規定の標記部分に二重傍線を付して）当該規定を直接加える方式によるため、「第○条を加える改正規定」等と引用する必要がある。なお、改め文方式と同様に、「第○条の改正規定（「甲」を「乙」に改める部分に限る。）」のように表現することも可能とされる。

### 読替規定
改め文に類するものとして読替規定があるが、新旧対照表方式と同様に、「読替表方式」とでもいうべき方式を導入すべきという意見もある。
しかし、そもそも読替表方式として読替え後の全文を示すくらいであれば、最初から全文を書き下ろしてしまった方が早いともいえ、実際に、平成15年に自民党がした電子政府及びCIO連絡会議に関する申入れでも、「新旧対照表での改正」と並び、「準用規定、読み替え規定の原則廃止等」について言及されている。